# Belgrado
Belgrado (en serbio: Beogradⓘ / Беoград, "ciudad blanca") es la capital y ciudad más poblada de Serbia. También fue capital y ciudad más poblada de la antigua Yugoslavia.
Situada en la confluencia del río Sava con el Danubio y en el límite de la llanura panónica con la península balcánica, Belgrado se extiende sobre una superficie de 3222,68 km², que ocupan el 3,6 % del territorio de la República. El área metropolitana alberga a una población de 1,273,651 habitantes que representa el 21 % de la población serbia, siendo por ello también la cuarta ciudad más poblada del sureste de Europa, después de Estambul, Atenas y Bucarest.
Belgrado dispone, de acuerdo con la Constitución serbia, de un estatus especial dentro de la organización territorial del país, por el que se articula la representación ciudadana mediante un sistema de gobierno autónomo dividido en varios cuerpos que son la Asamblea de la Ciudad, la Alcaldía y el Consejo, siendo cada uno de los 17 municipios en los que se divide administrado por un consejo propio.
Como capital de Serbia, Belgrado es sede de los principales organismos e instituciones del Estado, así como de las universidades y establecimientos de investigación más importantes. Es asimismo el motor económico del país, con un sector agrario singular, y principal centro para la difusión de la cultura de Serbia. Es una de las ciudades más antiguas de Europa, con una historia que se remonta a casi 7000 años, con frecuencia convulsionada, al ser escenario de enfrentamientos entre las potencias que dominaron sucesivamente la región. 
Los primeros asentamientos aparecieron con la cultura prehistórica de Vinča hacia el 4800 a. C. En el siglo III a. C. se asentaron los celtas, y más tarde, los romanos fundaron la ciudad de Singidunum. Los primeros documentos donde consta el nombre eslavo Beligrad datan del año 878. En 1284 pasa a manos de los serbios de Sirmia, y a partir de 1403, del Despotado de Serbia. Más tarde también fue capital del Principado de Serbia, convertido en Reino de Serbia en 1882, así como de las diferentes variaciones estatales de Yugoslavia entre 1918 y 2003, lo mismo que de la Confederación de Serbia y Montenegro hasta su disolución en 2006.

## Historia
La cultura de Vincha, que dominaba los Balcanes hace unos 7000 años, dejó testimonio de su presencia en el territorio de Belgrado y en áreas vecinas. A partir del siglo III a. C., hubo un asentamiento celta y más tarde romano, con la fundación de la civitas de Singidunum, que más tarde pasó a manos del Imperio bizantino. De época romana data la fortaleza de Kalemegdan, erigida en un promontorio junto a la confluencia de los ríos Danubio y Sava. La población era un puesto fronterizo cuya misión era proteger el imperio de los posibles ataques procedentes de la llanura de Panonia y los Cárpatos, al norte.

### DeSingidunuma la conquista otomana
Singidunum sufrió las invasiones sucesivas de hunos, sármatas, ostrogodos y ávaros antes de la llegada de los eslavos hacia el 630. El mismo nombre «Beograd» («castillo blanco») se menciona por primera vez en el año 878 durante el Primer Imperio búlgaro. En los cuatro siglos siguientes, Bizancio, el Reino de Hungría y el Primer Imperio búlgaro se disputaron la posesión de la ciudad. En el 1284 se integró en la entidad serbia del Reino de Sirmia, siendo gobernada por Esteban Dragutin (1276-1282), el primer rey serbio de Belgrado, que la recibió como regalo de su suegro, el rey de Hungría Ladislao IV.
Tras las derrotas en la batalla de Maritza en 1371, y luego en la batalla de Kosovo de 1389, el Imperio serbio comenzó su declive; perdió su territorio meridional, que le arrebataron los otomanos. Sin embargo, el norte pudo mantener la independencia como Despotado de Serbia, cuya capital fue Belgrado.

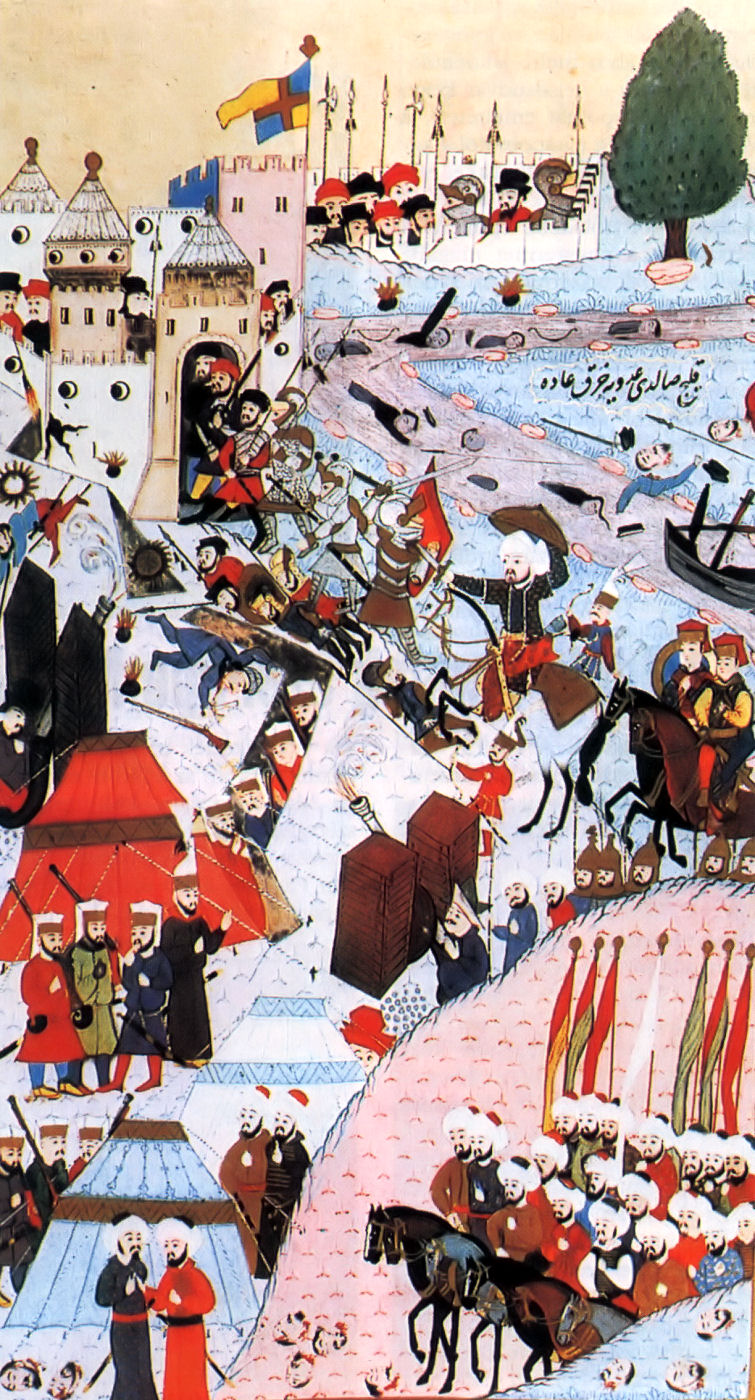
El sitio de Belgrado en 1456.

La ciudad floreció durante el gobierno de los déspotas, como Esteban Lazarević, hijo del famoso gobernador serbio que perdió la vida en la batalla de Kosovo, el knez Lazar Hrebeljanović. Sus murallas antiguas, castillos, puertos e iglesias fueron refortificadas, lo que ayudó a resistir la presión militar de los otomanos durante casi setenta años. Por aquel tiempo, Belgrado, con una población de entre cuarenta y cincuenta mil habitantes, se convirtió en una ciudad de refugio para los pueblos balcánicos que huían del control otomano. Durante el reinado de Đurađ Branković, cuando la mayor parte de territorio del Despotado cayó en manos de los otomanos, Belgrado pidió la ayuda del Reino de Hungría ante el ataque de las fuerzas de los otomanos, para quienes Belgrado representaba un obstáculo en su avance hacia Europa Central, que tuvo lugar en 1456 y desembocó en la batalla del sitio de Belgrado, donde el ejército serbio bajo el liderazgo de Juan Hunyadi resultó victorioso.

### Imperio otomano
Liderados por Solimán el Magnífico, los otomanos lograron entrar en Belgrado el 28 de agosto de 1521, que quemaron y saquearon. Esta conquista les franqueó el camino hacia Europa Occidental, amenazando al Sacro Imperio Romano, y dando lugar al primer sitio de Viena en 1529. Belgrado se convirtió en la capital de un sanjacado, el distrito administrativo del Imperio otomano, y a lo largo de ciento cincuenta años, disfrutó de un periodo de calma que permitió el florecimiento del comercio, en particular con las ciudades repúblicas de Ragusa (actual Dubrovnik, hoy parte de Croacia) y Venecia, así como con Grecia y Austria. Numerosos artesanos de diferentes etnias (armenios, turcos o gitanos) se establecieron en ella. Renovada y con un nuevo aspecto representativo de la arquitectura oriental, Belgrado se convirtió así en un punto de conexión de las rutas de comercio entre el Oriente y Occidente que alcanzó su apogeo hacia el siglo XVII, época en la que su población alcanzó las cien mil personas. A finales del siglo XVI se manifestaron los primeros signos de resurgimiento de las convulsiones en la zona, con el episodio de la Insurrección de Banato en 1594, el mayor levantamiento serbio contra la ocupación otomana. La represión de las autoridades otomanas, que siguió al aplastamiento de la rebelión, se centró en la población cristiana y sus símbolos, con la quema de iglesias y las reliquias de san Sava en Vračar, lugar donde más tarde se edificaría el templo ortodoxo más grande en los Balcanes, el templo de San Sava, en recuerdo de aquellos acontecimientos.

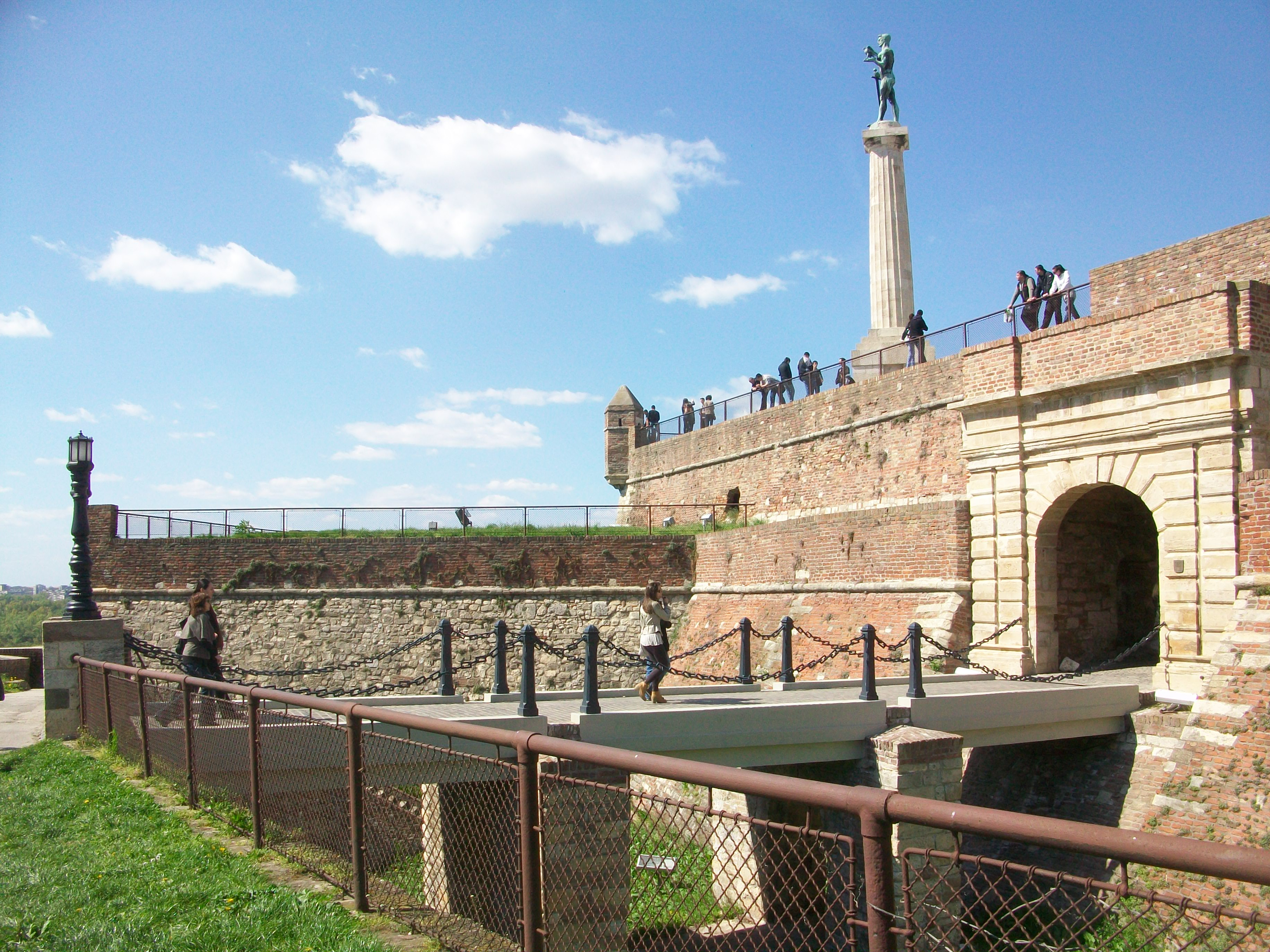
La torre de Rey

A finales del siglo XVII, Belgrado sufrió los efectos de la peste que se extendió por Europa y de las rebeliones de los jenízaros, lo que contribuyó al declive de la ciudad, que pasó a ser escenario de las sucesivas campañas militares entre los Habsburgo de Austria y los otomanos, en las que resultó ocupada temporalmente por las tropas de los primeros entre 1688 y 1690, de 1717 y 1739, y por las fuerzas de los Habsburgo-Lorena entre 1789 y 1791, retornando al control de los otomanos. Durante este período, la ciudad se vio despoblada parcialmente como consecuencia de los movimientos de desplazados de las migraciones de serbios, por los cuales cientos de miles de personas, lideradas por sus patriarcas religiosos, se refugiaron en tierras de Vojvodina y de la Eslavonia modernas, en el entonces Sacro Imperio en 1690 y de 1737 a 1739. La Primera Insurrección Serbia permitió el control de la ciudad por los serbios entre 1806 y 1813, cuando fue retomada por los otomanos.
A partir de 1817, con la Segunda Insurrección Serbia, Belgrado se convirtió en la capital de la entidad autónoma establecida por el Principado de Serbia, pero poco después, la corte se desplazó a Kragujevac, donde estuvo entre 1818 y 1841.

### Independencia

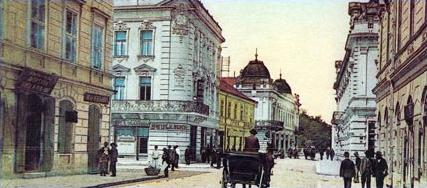
La calle principal de Belgrado, Knez Mihailova, a comienzos del.

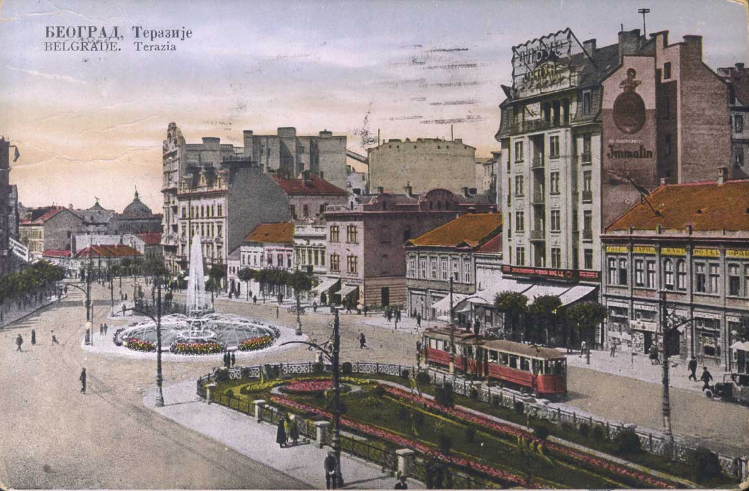
Plaza de Terazije

Tras la retirada de las últimas guarniciones militares otomanas en 1867, el príncipe Mihailo Obrenović trasladó de nuevo la capital de Kragujevac a Belgrado. En 1878 se proclamó el Reino de Serbia por el que se instauraba la independencia definitiva, lo que favoreció un rápido desarrollo de la ciudad que retomó su vocación de cruce de las vías comerciales de los Balcanes. Parte de la ciudad antigua, de estilo otomano, fue arrasada por Miguel III Obrenović para dejar sitio a nuevas construcciones de estilo europeo. Pese a la lenta industrialización del país emprendida con la inauguración de ferrocarril a Niš, el segundo centro urbano del reino, y una economía de carácter agrario, la ciudad, que contaba en 1900 con 69 100 habitantes, aumentó hasta los 80 000 en 1905, y superó los 100 000 en vísperas del estallido de la Primera Guerra Mundial. Por entonces contaba ya con los edificios e instalaciones típicas de las capitales europeas del momento (universidad, museo nacional, hospital, bibliotecas, palacio real, hoteles, central telefónica, casino, bancos, embajadas, estación de tren, tranvías...), si bien era mucho más pequeña que otras ciudades como Budapest, Viena, Berlín, Londres, París o San Petersburgo, y acababa de ser pavimentada con bloques de madera (1912). La ciudad se podía cruzar de norte a sur o de este a oeste en una hora de paseo.
En aquel periodo, la ciudad conoció una vitalidad cultural destacada con la presencia de los Hermanos Lumière, que celebraron en la ciudad en junio de 1896 las primeras sesiones cinematográficas realizadas en los Balcanes. En aquel mismo año, el músico Johann Strauss II celebró un concierto en la ciudad.

### Primera Guerra Mundial y período de entreguerras
Durante la Primera Guerra Mundial, el Reino de Serbia se posicionó en el bando aliado junto a Rusia, Francia y el Reino Unido, declarando la guerra a los Imperios centrales. El 29 de julio de 1914, Belgrado fue bombardeada desde barcazas o monitores y ocupada el 30 de noviembre por el ejército austrohúngaro comandado por Oskar Potiorek. Sin embargo, el 15 de diciembre del mismo año las tropas serbias del mariscal Radomir Putnik retomaron el control de la ciudad hasta que nuevamente fue ocupada por los austrohúngaros el 9 de octubre de 1915, esta vez con el apoyo del ejército alemán del mariscal de campo August von Mackensen, al término de la batalla emprendida el 6 de octubre que dañó gran parte de las estructuras y edificaciones de la ciudad. Esta permaneció bajo control austrohúngaro hasta prácticamente el final del conflicto, cuando tropas francesas y serbias bajo el mando del mariscal Louis Franchet d'Espèrey y del príncipe Alejandro de Serbia entraron en la ciudad el 1 de noviembre de 1918.

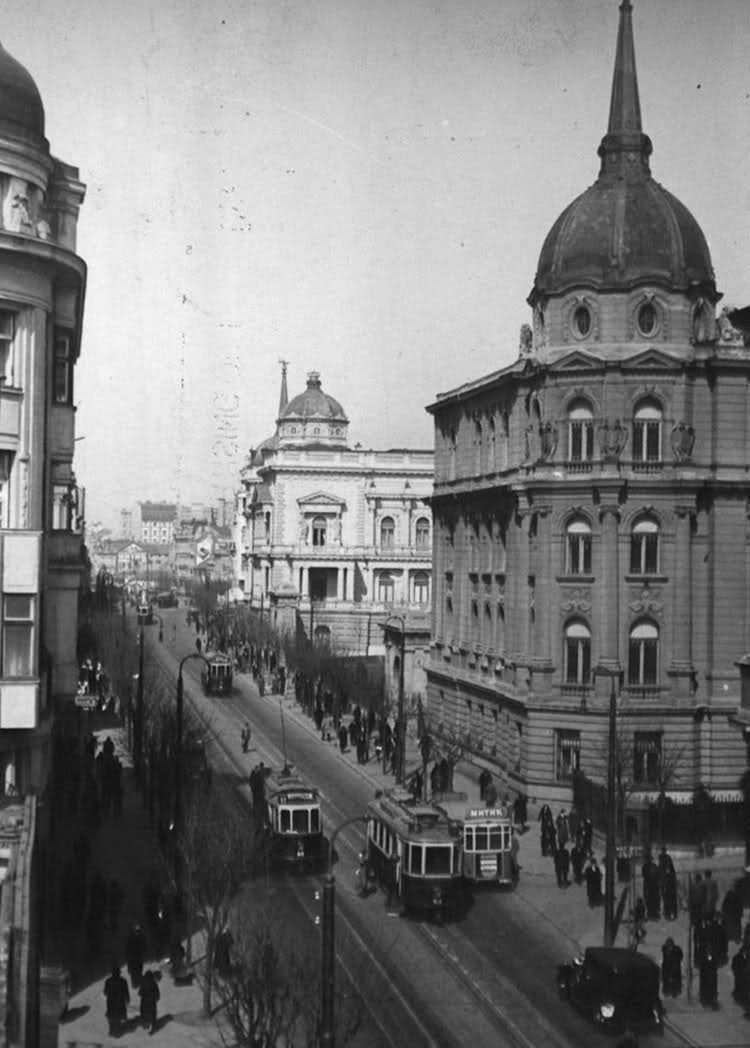
Avenida de Belgrado antes del inicio de la Segunda Guerra Mundial

Después de la guerra, durante los años de las décadas de 1920 y 1930, Belgrado experimentó un desarrollo rápido y una modernización significativa como la capital del Reino de Yugoslavia, creciendo hasta los 239 000 habitantes en 1931, incluyendo ya a Zemun, que antes formaba parte del territorio austrohúngaro, y los 320 000 en 1940 con una tasa media de crecimiento entre 1921 y 1948 del 4,08 % anual. En 1927, se inauguró el primer aeropuerto de la ciudad, el Dojno Polje, y en 1929, la primera radio-emisora empezó a emitir programación. En 1935, se inauguró el puente sobre el Danubio entre Belgrado y Pančevo.
En 1931 se instaló el escudo de Belgrado que luego fue convertida también en la bandera de Belgrado solo que sin blasón, y que ocupa toda la superficie de la bandera que tiene la forma cuadrada.

### La Segunda Guerra Mundial

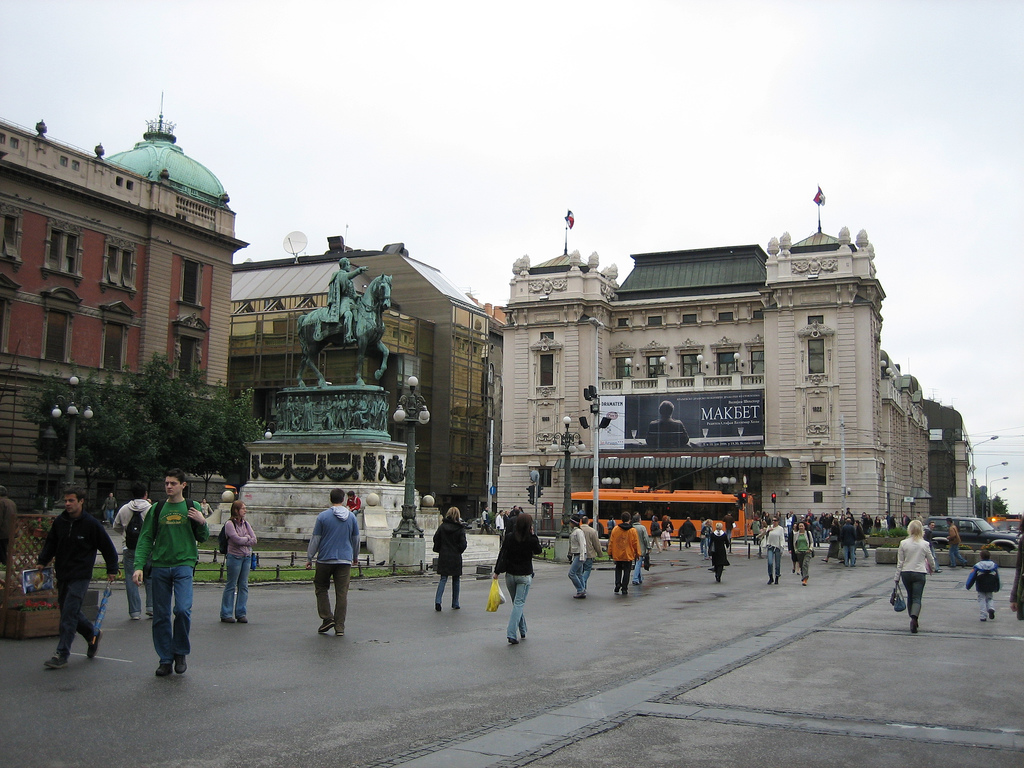
Plaza de la República.

El 25 de marzo de 1941, el gobierno del regente Pablo Karađorđević suscribió el Pacto Tripartito (serbio: Trojni pakt), sumándose a las Potencias del Eje en un intento por mantener al país al margen del conflicto. Sin embargo, la iniciativa fue contestada por una parte significativa de la población que el 27 de marzo se manifestó en las calles con el lema «¡Mejor guerra que pacto!». El descontento hizo mella en las fuerzas armadas que lideradas por el general Dušan Simović, comandante de las Fuerzas Aéreas, organizaron un golpe de Estado y proclamaron rey al príncipe Petar, entonces de 17 años pero con la mayoría de edad legal para ser declarado monarca.

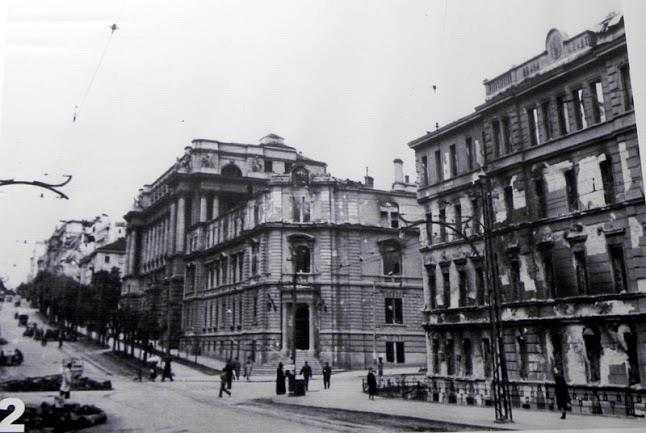
Destrozos en Belgrado tras los bombardeos alemanes en 1941.

La situación acarreó la intervención directa del Tercer Reich alemán cuya Luftwaffe bombardeó el 6 de abril de 1941 la ciudad causando la muerte a miles de personas (según se estima, entre 5000 y 17 500). La Biblioteca Nacional fue destruida junto con 300 000 manuscritos y libros de la Edad Media, más de 1300 de ellos fechados entre el siglo XII y el XVIII. Yugoslavia fue invadida por la Wehrmacht y sus aliados italianos, húngaros y búlgaros, siendo sus territorios occidentales incorporados al estado títere filonazi del Estado Independiente de Croacia.
Durante el verano y otoño de 1941, como represalia por los ataques de la guerrilla serbia, los alemanes, a las órdenes del gobernador militar, el general Franz Böhme, aplicaron la regla de fusilamiento de 100 ciudadanos serbios y judíos por cada alemán muerto. Tras la instauración del gobierno títere del general Milan Nedić, Belgrado fue la sede del gobierno durante la guerra.
La ciudad resultó bombardeada una segunda vez el 16 y 17 de abril de 1944 por los Aliados, causando la muerte de unas 1600 personas. Tanto este bombardeo como el llevado a cabo por los alemanes en 1941 ocurrieron el día de la Semana Santa ortodoxa. Finalmente, el 20 de octubre de 1944, las fuerzas de los partisanos yugoslavos comunistas y del Ejército Rojo soviético lograron la liberación de la ciudad. Tras el final de la guerra, el 29 de noviembre  de 1945, el mariscal Josip Broz Tito proclamó la República Federal Socialista de Yugoslavia en Belgrado. El coronel Draža Mihailović fue juzgado y ejecutado en Belgrado en 1946.
Durante la Segunda Guerra Mundial, Belgrado perdió unos 50 000 habitantes, y sufrió una destrucción y daños materiales incalculables.

### Belgrado, capital de la Yugoslavia socialista
En el período de posguerra, Belgrado recuperó nuevamente sus tasas de crecimiento y como capital de la nueva Yugoslavia, se benefició de su desarrollo como centro industrial del país. En 1958, la primera cadena de televisión estatal empezó sus emisiones programa. En 1961, se celebró el Congreso de los países no-alineados, con Josip Broz Tito como el presidente del Congreso.
Entre 1952 y finales de la década de 1970, el crecimiento medio del PIB en Yugoslavia fue de aproximadamente un 6%, más que en la Unión Soviética o en los países de Europa Occidental. Belgrado ofrece un cierto nivel de vida. La educación y la sanidad eran gratuitas, y el alojamiento de los estudiantes era barato.
En 1968, tuvieron lugar las grandes manifestaciones estudiantiles contra Tito, que resultaron en varios choques violentos entre los estudiantes y la policía.
En 1972, Belgrado fue el epicentro del último gran brote de viruela en Europa, que pudo ser controlada mediante la puesta en cuarentena y la vacunación masiva de la población.

### Belgrado: 1991-1999
El 9 de marzo de 1991, tuvieron lugar las manifestaciones masivas contra el régimen de Slobodan Milošević bajo el liderazgo de Vuk Drašković. Dos personas murieron, 203 fueron heridas y 108 arrestadas. Según las estimaciones de varios medios de información, a las manifestaciones de ese día asistieron entre 100 000 y 150 000 personas. El régimen sacó los tanques a la calle ese día, para restaurar el orden.

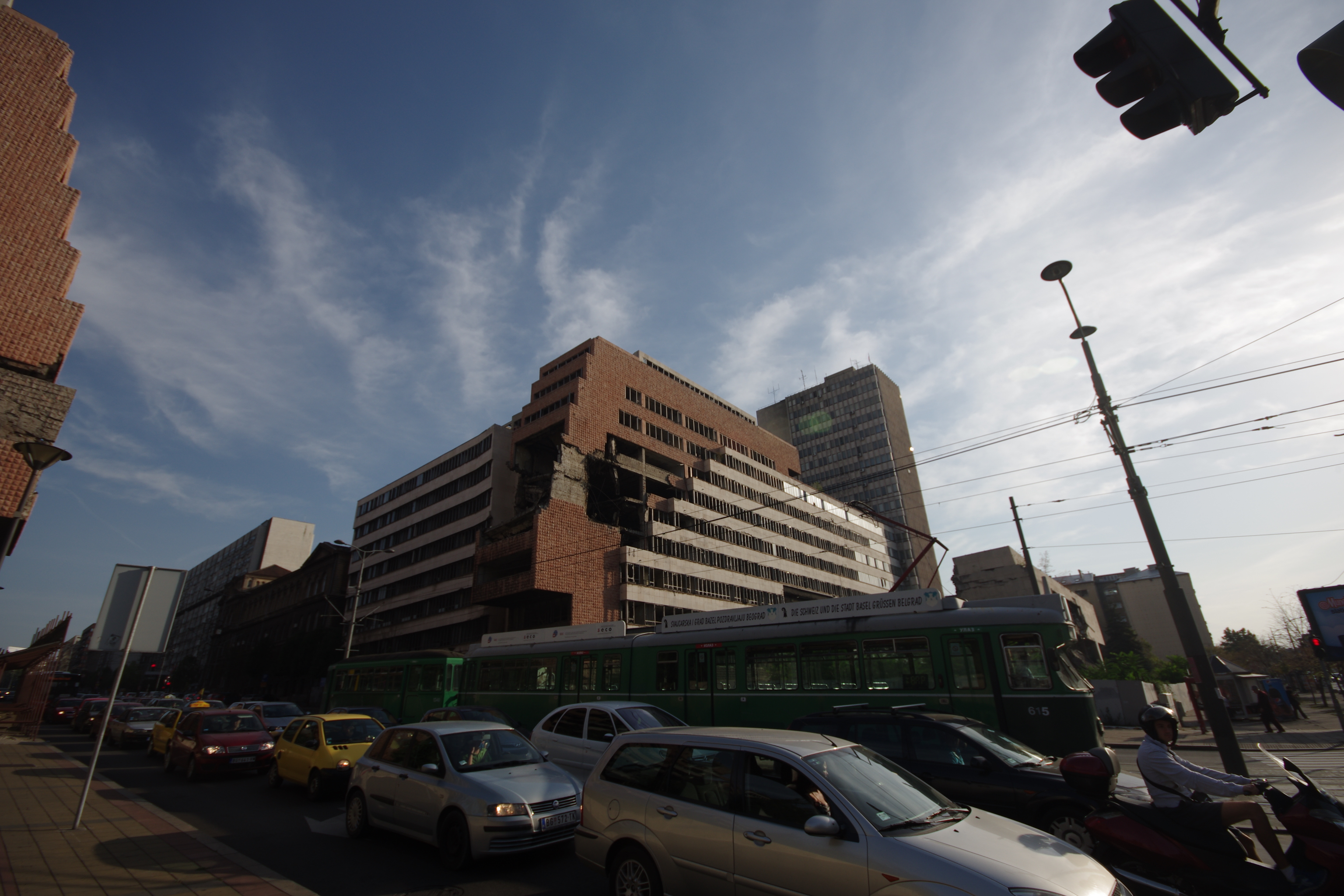
Estado en que quedó el edificio del Ministerio de Defensa en Belgrado tras los bombardeos de la OTAN. La fotografía fue tomada en marzo de 2011.

Después del supuesto fraude en las elecciones locales, se celebraron manifestaciones diarias entre noviembre de 1996 y febrero de 1997 contra el régimen de Milošević. Estas dieron su fruto cuando Zoran Đinđić se convirtió en alcalde de Belgrado, siendo el primer burgomaestre en medio siglo que no pertenecía a la Liga de Comunistas de Yugoslavia, o a su rama Partido Socialista de Serbia.
El 24 de marzo de 1999, una vez más en su convulsionada historia, Belgrado fue objeto de bombardeos, esta vez de manera selectiva por las fuerzas aéreas de la OTAN en el contexto de la respuesta de la comunidad internacional a los acontecimientos de la Guerra de Kosovo de 1999. Edificios de la Administración e infraestructuras sufrieron importantes daños como los Ministerios de Asuntos Interiores, el Edificio del Ministerio de Defensa de Yugoslavia, el edificio de Radio-Televisión de Serbia (donde murieron 16 técnicos y otros 18 resultaron heridos), varios hospitales, el Hotel Jugoslavija, la Torre Ušće, la Torre de televisión en Avala, y el edificio de la representación diplomática china.

### Belgrado desde el 2000
Desde el año 2000, en Belgrado tuvieron lugar las mayores manifestaciones en términos de concurrencia de la historia de la Serbia moderna. que llevaron al derrocamiento definitivo de Slobodan Milošević en la jornada histórica del 5 de octubre de 2000.

### Denominaciones
Como reflejo de la historia de la ciudad como protagonista de las disputas entre las potencias que dominaron la región y las aspiraciones de independencia de los serbios, la ciudad ha sido conocida con diversas denominaciones:
| Nombre                             | Notas |
| ---------------------------------- | --- |
| Singidūn(on)                       | Llamada así por la tribu celta de los Scordisci; dūn(on) significa 'alojamiento, recinto'; 279 a. C.                                                                 |
| Singidūnum                         | Los romanos conquistaron la ciudad y romanizaron el nombre celta |
| Beograd, Београд                   | Nombre eslavo, mencionado por primera vez en 878 como Beligrad en la carta del papa Juan VIII a Boris de Bulgaria, que significa «Ciudad blanca / fortaleza blanca». |
| Alba Graeca                        | Traducción latina |
| Alba Bulgarica                     | Nombre latino bajo el mando búlgaro |
| Fehérvár                           | Traducción húngara |
| Weißenburg y Griechisch Weißenburg | Traducción alemana |
| Castelbianco                       | Traducción italiana |
| Nandoralba                         | En la Hungría medieval hasta el siglo XIV |
| Nándorfehérvár                     | En la Hungría medieval |
| Landorfehérvár                     | En la Hungría medieval |
| Veligradon                         | Nombre bizantino |
| Veligradi, Βελιγράδι               | Nombre griego |
| Dar Ul Jihad                       | Nombre otomano, que significa «Morada de la Guerra». |
| Belgrat                            | Nombre turco |
| بلغراد                             | Nombre árabe |

## Geografía

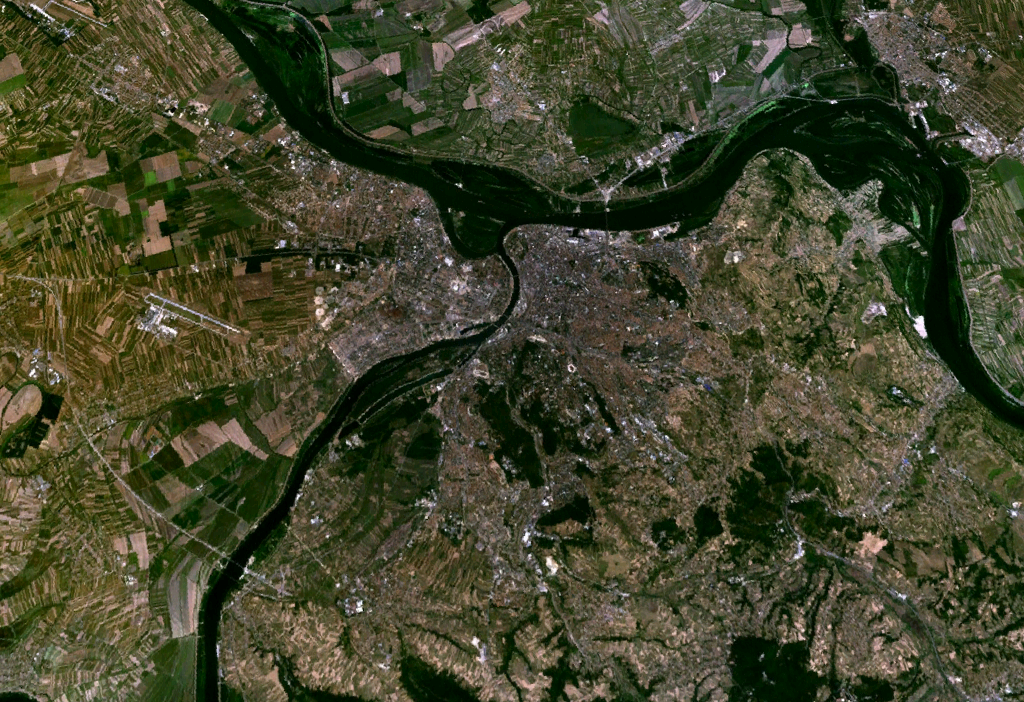
Vista de satélite de Belgrado.

Situada en la confluencia del río Sava con el Danubio, sobre la llanura panónica en la península balcánica, Belgrado se localiza en las coordenadas 44°49'14" norte 20°27'44" este, con una altura media de 116,75 m s. n. m.
El área urbana de la ciudad abarca 359,96 km², y la metropolitana se extiende por una superficie de 3222,69 km² que se divide en 18 municipios, de los cuales 11 son urbanos y 7 periféricos. Esta superficie representa el 3,7 % del territorio de la República.
El área metropolitana alberga a una población de 1 281 802 habitantes que representa el 22 % de la población serbia, siendo por ello también la cuarta ciudad más poblada de la Europa del sureste, después de Estambul, Atenas y Bucarest.
Belgrado limita con la provincia autónoma de Vojvodina (distritos de Srem, Banato central y del sur), al este con el distrito de Podunavlje, al sureste con el distrito de Šumadija, al sudoeste con el de Kolubara, y al oeste con el de Mačva.
Belgrado, como muchas ciudades, se considera el cruce entre las vías de comunicación europeas de este y oeste.

### Clima
El clima de Belgrado es de tipo semicontinental templado con una media anual de temperaturas de 12 °C. El mes más frío es enero con una media de 1 °C, mientras que el más caluroso es el mes de julio, con la media de 23 °C. mientras que es durante 31 días de media que se superan los 30 °C, y de 95 días cuando la temperatura supera los 25 °C. Las precipitaciones anuales son de 691 mm. La media de las horas soleadas anuales es 2112 horas siendo los meses de julio y agosto los de mayor insolación, con una media de 10 horas, mientras diciembre y enero son los meses más oscuros, con una media de 2 y 2,3 horas.
| Parámetros climáticos promedio de Belgrado (1981-2010) | Parámetros climáticos promedio de Belgrado (1981-2010) | Parámetros climáticos promedio de Belgrado (1981-2010) | Parámetros climáticos promedio de Belgrado (1981-2010) | Parámetros climáticos promedio de Belgrado (1981-2010) | Parámetros climáticos promedio de Belgrado (1981-2010) | Parámetros climáticos promedio de Belgrado (1981-2010) | Parámetros climáticos promedio de Belgrado (1981-2010) | Parámetros climáticos promedio de Belgrado (1981-2010) | Parámetros climáticos promedio de Belgrado (1981-2010) | Parámetros climáticos promedio de Belgrado (1981-2010) | Parámetros climáticos promedio de Belgrado (1981-2010) | Parámetros climáticos promedio de Belgrado (1981-2010) | Parámetros climáticos promedio de Belgrado (1981-2010) |
| Mes                                                    | Ene.                                                   | Feb.                                                   | Mar.                                                   | Abr.                                                   | May.                                                   | Jun.                                                   | Jul.                                                   | Ago.                                                   | Sep.                                                   | Oct.                                                   | Nov.                                                   | Dic.                                                   | Anual                                                  |
| ------------------------------------------------------ | ------------------------------------------------------ | ------------------------------------------------------ | ------------------------------------------------------ | ------------------------------------------------------ | ------------------------------------------------------ | ------------------------------------------------------ | ------------------------------------------------------ | ------------------------------------------------------ | ------------------------------------------------------ | ------------------------------------------------------ | ------------------------------------------------------ | ------------------------------------------------------ | ------------------------------------------------------ |
| Temp. máx. abs. (°C)                                   | 20.7                                                   | 23.9                                                   | 28.8                                                   | 32.2                                                   | 34.9                                                   | 37.4                                                   | 43.6                                                   | 40.0                                                   | 37.5                                                   | 30.7                                                   | 28.4                                                   | 22.6                                                   | 43.6                                                   |
| Temp. máx. media (°C)                                  | 4.6                                                    | 7.0                                                    | 12.4                                                   | 18.0                                                   | 23.5                                                   | 26.2                                                   | 28.6                                                   | 28.7                                                   | 23.9                                                   | 18.4                                                   | 11.2                                                   | 5.8                                                    | 17.4                                                   |
| Temp. media (°C)                                       | 1.4                                                    | 3.1                                                    | 7.6                                                    | 12.9                                                   | 18.1                                                   | 21.0                                                   | 23.0                                                   | 22.7                                                   | 18.0                                                   | 12.9                                                   | 7.1                                                    | 2.7                                                    | 12.5                                                   |
| Temp. mín. media (°C)                                  | -2.1                                                   | -0.1                                                   | 3.7                                                    | 8.3                                                    | 13.0                                                   | 15.8                                                   | 17.5                                                   | 17.6                                                   | 13.5                                                   | 9.0                                                    | 4.2                                                    | 0.2                                                    | 8.5                                                    |
| Temp. mín. abs. (°C)                                   | -26.2                                                  | -15.4                                                  | -12.4                                                  | -3.4                                                   | 2.5                                                    | 6.5                                                    | 9.2                                                    | 6.7                                                    | 4.7                                                    | -4.5                                                   | -7.8                                                   | -13.4                                                  | -26.2                                                  |
| Precipitación total (mm)                               | 46.9                                                   | 40.0                                                   | 49.3                                                   | 56.1                                                   | 58.0                                                   | 101.2                                                  | 63.0                                                   | 58.3                                                   | 55.3                                                   | 50.2                                                   | 55.1                                                   | 57.4                                                   | 690.9                                                  |
| Días de precipitaciones (≥ 0.1 mm)                     | 13                                                     | 12                                                     | 11                                                     | 13                                                     | 13                                                     | 13                                                     | 10                                                     | 9                                                      | 10                                                     | 10                                                     | 12                                                     | 14                                                     | 139                                                    |
| Horas de sol                                           | 72.2                                                   | 101.7                                                  | 153.2                                                  | 188.1                                                  | 242.2                                                  | 260.9                                                  | 290.8                                                  | 274.0                                                  | 204.3                                                  | 163.1                                                  | 97.0                                                   | 64.5                                                   | 2111.9                                                 |
| Humedad relativa (%)                                   | 78                                                     | 71                                                     | 63                                                     | 61                                                     | 61                                                     | 63                                                     | 61                                                     | 61                                                     | 67                                                     | 71                                                     | 75                                                     | 79                                                     | 68                                                     |
| Fuente: Hydrometeorological Service of Serbia          |                                                        |                                                        |                                                        |                                                        |                                                        |                                                        |                                                        |                                                        |                                                        |                                                        |                                                        |                                                        |                                                        |

## Organización territorial
El territorio de Belgrado está dividido en 17 municipios, cada uno con su propio consejo local. 10 de ellos tienen el estatus de municipio urbano, y siete son suburbanos. La mayoría de estos municipios están situados en la orilla sur de los ríos Sava y Danubio, en la región Šumadija. Tres municipios (Zemun, Novi Beograd y Surčin) están ubicados en la orilla norte del Sava, en la región de Srem, mientras el municipio de Palilula está situado en las dos orillas del Danubio, en las regiones de Šumadija y Banato.

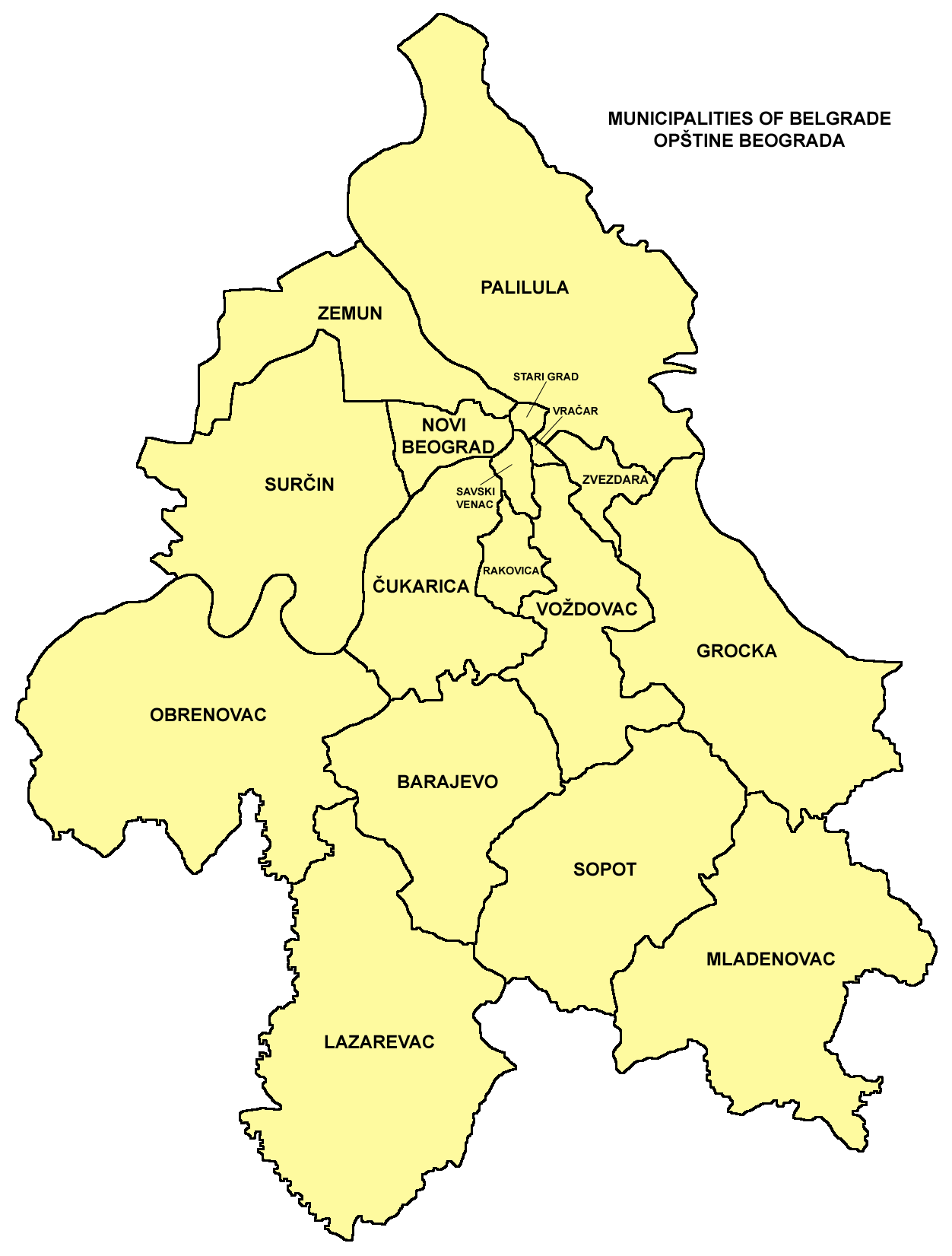
Mapa de los municipios de Belgrado.

| Nombre                                                 | Área (km²)                           | Hab. (1991)                          | Hab. (2002)                          | Urbano/Sub. |
| ------------------------------------------------------ | ------------------------------------ | ------------------------------------ | ------------------------------------ | ----------- |
| Barajevo                                               | 213                                  | 20.846                               | 24.641                               | Suburbano   |
| Čukarica                                               | 156                                  | 150.257                              | 168.508                              | Urbano      |
| Grocka                                                 | 289                                  | 65.735                               | 75.466                               | Suburbano   |
| Lazarevac                                              | 384                                  | 57.848                               | 58.511                               | Suburbano   |
| Mladenovac                                             | 339                                  | 54.517                               | 52.490                               | Suburbano   |
| Novi Beograd                                           | 41                                   | 218.633                              | 217.773                              | Urbano      |
| Obrenovac                                              | 411                                  | 67.654                               | 70.975                               | Suburbano   |
| Palilula                                               | 451                                  | 150.208                              | 155.902                              | Urbano      |
| Rakovica                                               | 31                                   | 96.300                               | 99.000                               | Urbano      |
| Savski Venac                                           | 14                                   | 45.961                               | 42.505                               | Urbano      |
| Sopot                                                  | 271                                  | 19.977                               | 20.390                               | Suburbano   |
| Stari Grad                                             | 5                                    | 68.552                               | 55.543                               | Urbano      |
| Surčin                                                 | Parte del municipio Zemun hasta 2004 | Parte del municipio Zemun hasta 2004 | Parte del municipio Zemun hasta 2004 | Suburbano   |
| Voždovac                                               | 148                                  | 156.373                              | 151.768                              | Urbano      |
| Vračar                                                 | 3                                    | 67.438                               | 58.386                               | Urbano      |
| Zemun Surčin incluido                                  | 438                                  | 176.158                              | 191.645                              | Urbano      |
| Zvezdara                                               | 32                                   | 135.694                              | 132.621                              | Urbano      |
| TOTAL                                                  | 3.227                                | 1.552.151                            | 1.756.534                            | n/a         |
| Fuente: Oficina de Estadísticas de la República Serbia |                                      |                                      |                                      |             |

## Gobierno y política

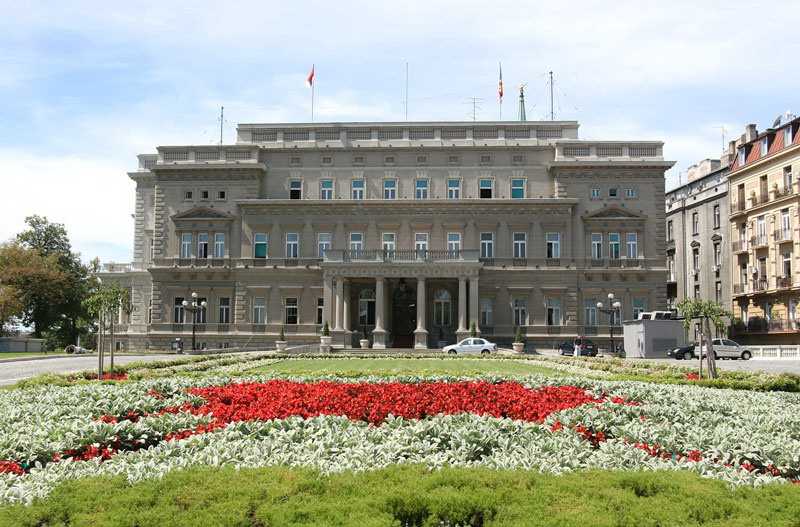
El Palacio Viejo de Belgrado, sede de la Asamblea de la Ciudad de Belgrado.

Belgrado tiene un estatus territorial separado dentro de la República de Serbia cuyo ordenamiento se encuentra regulado por la Constitución.
El sistema de gobierno se divide en tres cuerpos:
- La Asamblea de la Ciudad de Belgrado, con sede en el Palacio antiguo, está formada por 90 consejeros que son elegidos por sufragio cada cuatro años. Se reúne al menos una vez por trimestre y su principal función es la de gestionar la Carta de la ciudad, aconsejar sobre su interpretación, aprobar los presupuestos y decidir sobre los planes de urbanismo que afecten a las principales infraestructuras del área metropolitana.

- La Alcaldía de la Ciudad de Belgrado tiene la función de representación de la ciudad y de actuación ejecutiva en su nombre. El alcalde, que es elegido al mismo tiempo que la Asamblea sin necesidad de ser uno de sus miembros, es asistido por un vicealcalde y es también el presidente del Consejo de la Ciudad.

- El Consejo de la Ciudad, que tiene por función la implementación de las decisiones tomadas por la Alcaldía y la Asamblea así como la gestión administrativa y diseño del presupuesto, está dirigido por una representación de 9 miembros, elegidos por la Asamblea a propuesta del alcalde, además del alcalde mismo.

El alcalde de Belgrado es desde el 2004, Nenad Bogdanović, miembro del Partido Democrático quien remplazó a Zoran Đinđić, alcalde de Belgrado en 1996, que fue el primero en ser elegido de manera democrática en la historia reciente del país.
Los municipios periféricos disponen de mayores competencias principalmente en las áreas de urbanismo y de gestión de impuestos.

## Economía

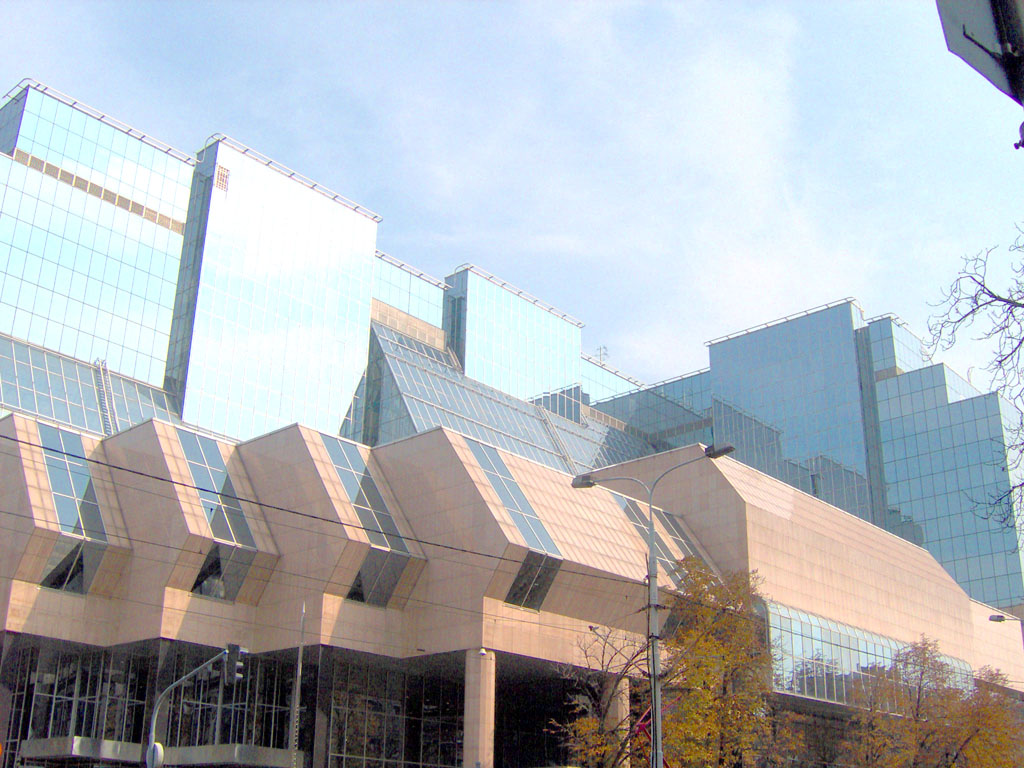
Edificio del Banco Nacional de Serbia, cerca de la Plaza Slavija.

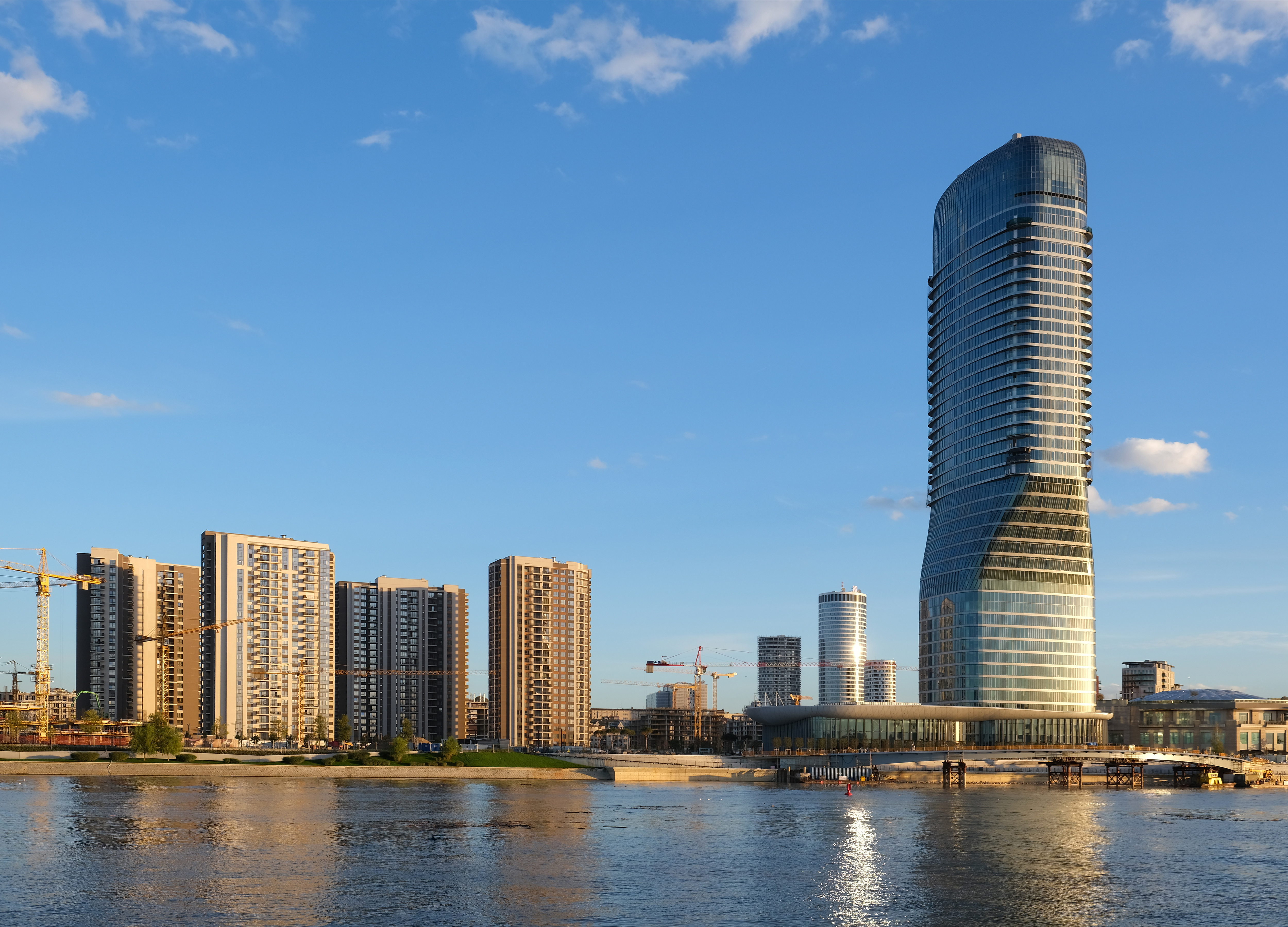
Belgrade Waterfront.

Belgrado ha sido —históricamente y por su situación geográfica central, su condición de capital y el peso de su población— el principal motor de la economía de Serbia. De acuerdo a su Cámara de Comercio, la ciudad contribuía en 2004 al 30 % del PIB y de la población activa de todo el país, destacando en los sectores de la industria, construcción, comercio, finanzas, transportes y telecomunicaciones.
La industria es el sector dominante de la economía de Belgrado con un peso del 26,4 % en el valor total. Entre los tipos de manufacturas presentes destacan por su valor productivo las empresas del sector energético (50,5 %), las industrias alimentarias (17,3 %), el sector metalúrgico (12,2 %) y la industria químico-farmacéutica (7,6 %).
El comercio emplea a 63 000 personas en unos 60 000 establecimientos de los cuales 14 500 son locales de venta al detalle, hipermercados o grandes almacenes. El sector se ve favorecido por la actividad del puerto fluvial y la actividad promocional de la Feria de Belgrado.
En el sector de la construcción, Belgrado con más de 4300 empresas concentra la práctica totalidad de los recursos de Serbia: 80 % de los proyectos, 50 % de edificaciones y 100 % de la ingeniería civil.
Sin embargo, también es destacado el peso del sector agrario y de hecho, Belgrado es considerada por sus propias autoridades una de las pocas ciudades capaces de autoabastecerse en cuanto a necesidades alimenticias. El 70 % de la superficie de la región metropolitana se encuentra dedicada a las tierras de labor a las que se añade la ganadería con más de 68 000 cabezas bovinas y 273 000 porcinas. Cerca de 20 000 personas están empleadas directamente en este sector del que forman también parte unas 60 000 granjas.
Entre los principales establecimientos financieros destacan la sede del Banco Nacional de Serbia y el mercado de valores, donde cotizan las acciones del índice nacional Belex.
Durante los años 1990, la ciudad sufrió al igual que el resto del país los efectos de la crisis económica provocada por la situación de guerra en la región y acentuada tras las sanciones impuestas por la comunidad internacional pero que fue recuperándose de manera notable a partir del año 2000 una vez levantadas las restricciones como respuesta al derrocamiento de Slobodan Milošević. Así, si en diciembre de 2000 la hiperinflación alcanzaba el 111,9 %, el cambio del dinar yugoslavo a euro se fijaba a 58,67 o las reservas en monedas extranjeras eran de 890 millones de USD. En enero de 2005 esos mismos indicadores mostraban un 14,4 % para la inflación, el cambio a euro en 80,29 y las reservas de monedas incrementadas hasta los 4 977 millones de USD.
En marzo de 2007, el salario bruto mensual medio en Belgrado ascendía a 46 048 dinares serbios, alrededor de 565 euros o 770 dólares.

### Turismo

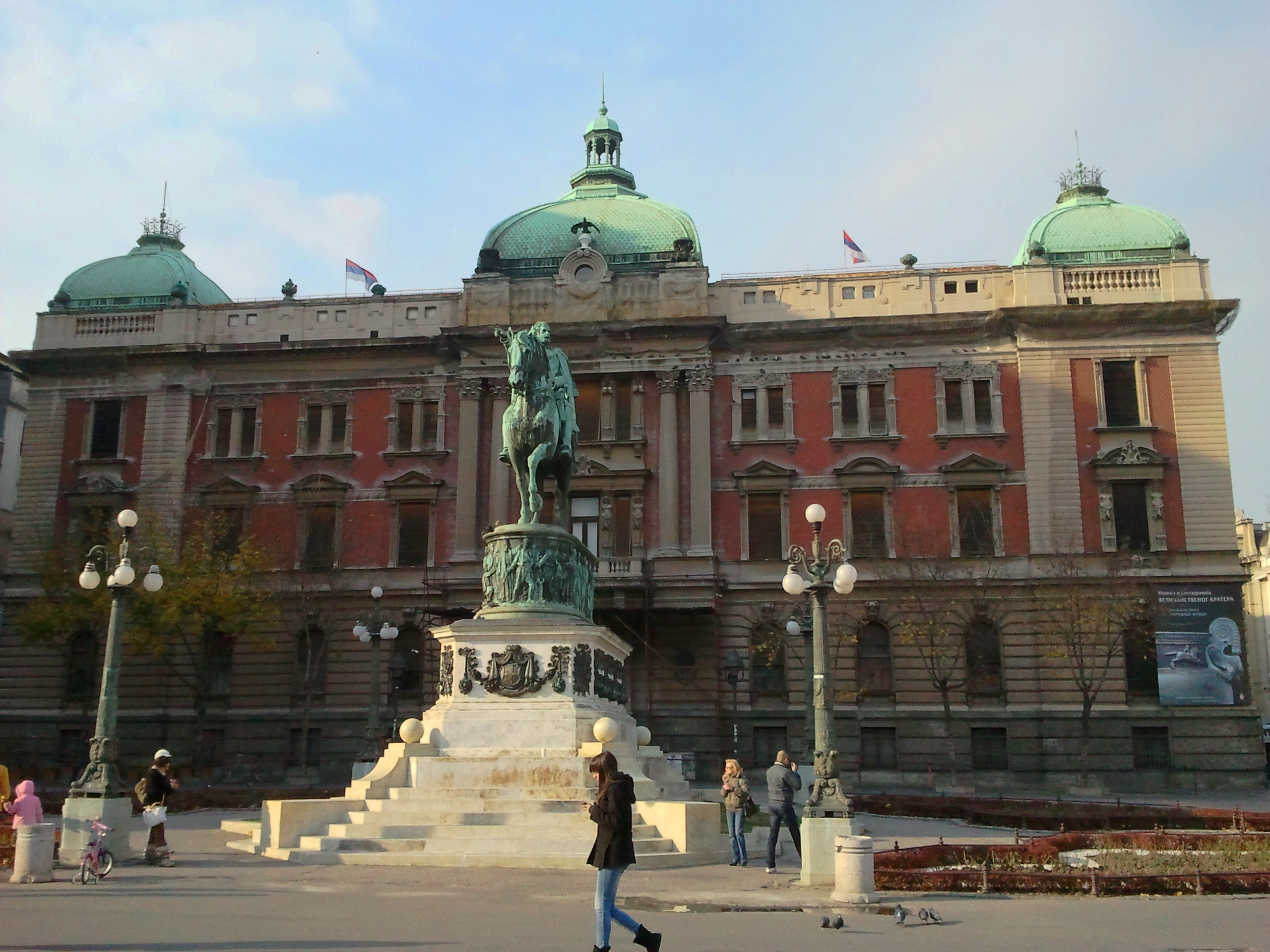
El Museo Nacional de Serbia.

A partir de 2000, con la renovación de las relaciones diplomáticas con Europa Occidental y Estados Unidos, en Belgrado volvió a notarse la presencia de turistas extranjeros, ausentes desde las Guerras yugoslavas, de la década de 1990. La Organización del Turismo de Belgrado (TOB) es la organización oficial que promociona Belgrado como destino turístico.
Los barrios y edificios históricos de Belgrado son las principales atracciones de la ciudad. Entre otros, estas son: Skadarlija, Museo Nacional de Serbia, Teatro Nacional, Zemun, la Plaza Nikola Pašić, la Plaza Terazije, la Plaza de Estudiantes, el Kalemegdan, la Calle Knez Mihailova, el Parlamento de Serbia, el Templo de San Sava, y el Palacio Antiguo. Además, existen muchos parques, monumentos, museos, bares, restaurantes y tiendas a las dos orillas del Sava, como el Mausoleo del Héroe Desconocido en Avala (obra de Ivan Meštrović), o el Mausoleo de Tito, llamado Kuća cveća (Casa de Flores). Los parques Topčider y Košutnjak son muy populares, especialmente entre los turistas de las repúblicas exyugoslavas. El Palacio Blanco (Beli Dvor), casa de la familia real Karađorđević, está abierto para visitantes.
Ada Ciganlija es una antigua isla en el río Sava y el mayor complejo deportivo y recreativo de Belgrado. Hoy está conectado con la orilla derecha del Sava a través de dos calzadas, creando un lago artificial. Es el destino más popular para los belgradenses durante los veranos calurosos en la ciudad. Hay 7 kilómetros de largas playas e instalaciones deportivas para diversos deportes, como golf, fútbol, baloncesto, voleibol, rugby, béisbol y tenis.
Últimamente, turistas jóvenes, en especial de Croacia, Suecia, Eslovenia y Bosnia y Herzegovina, vienen a Belgrado a pasar el fin de semana y disfrutar de su vida nocturna.

### Expo 2027
Del 15 de mayo al 15 de agosto de 2027 se llevará a cabo la Expo 2027. Belgrado albergará una Exposición internacional cuyo tema central es "Ocio para la humanidad –  deporte y música para todos" (Play for Humanity – Sport and Music for All). En junio de 2023 la  candidatura serbia resultó triunfadora en la 172a asamblea del BIE en Paris, Francia y logró superar las de Estados Unidos (en Minnesota), Tailandia (en Phuket), España (en Málaga) y Argentina (en San Carlos de Bariloche). La Expo 2027 será la primera Exposición Reconocida / Especializada en realizarse desde Astana 2017; la cual es la versión menor de las Exposiciones Universales y su formato se caracteriza por una duración de 3 meses, una superficie máxima de 25 hectáreas y que el recinto sea construido enteramente por el organizador.

## Demografía

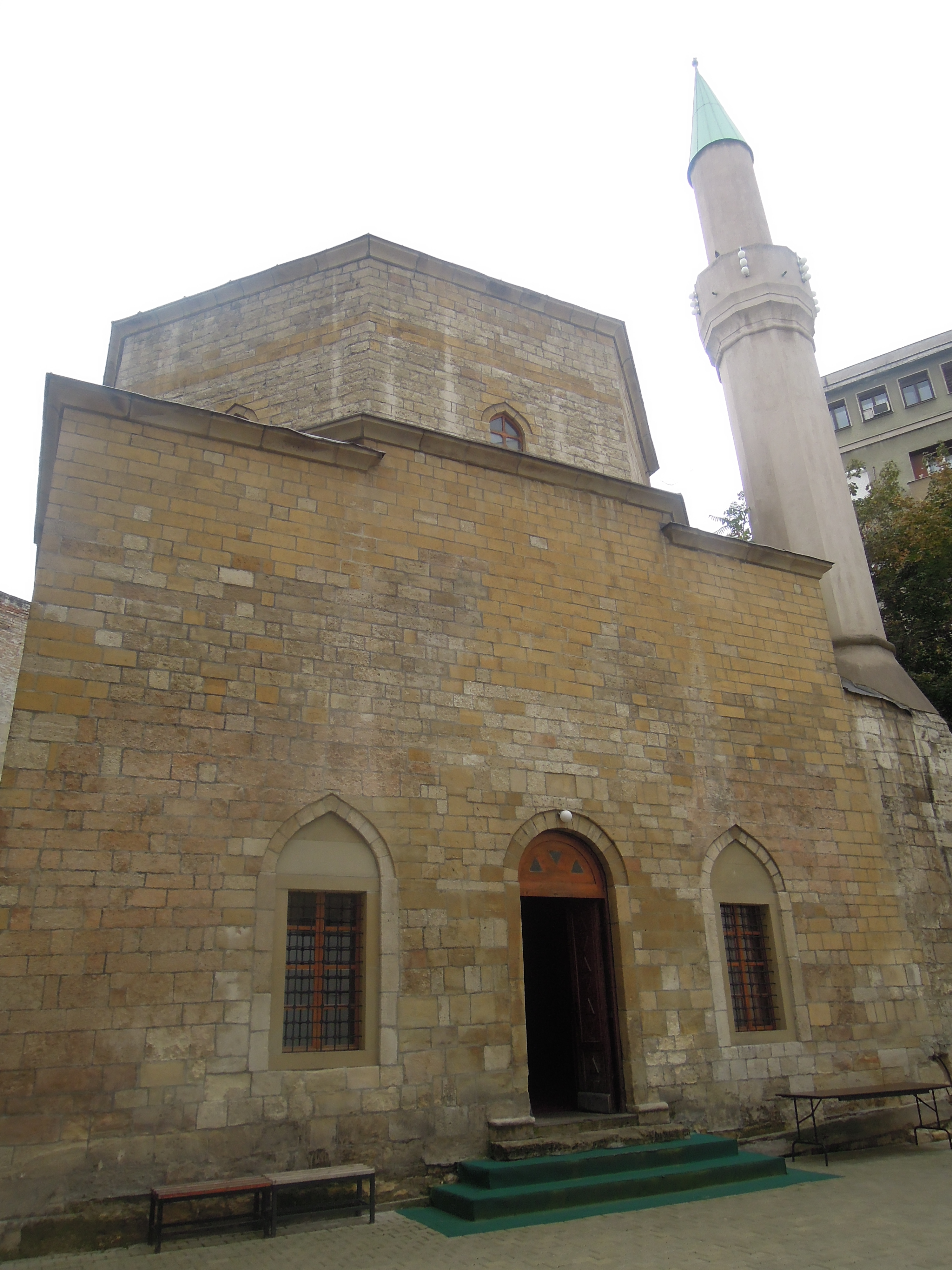
Mezquita de Bajrakli, la única de Belgrado.

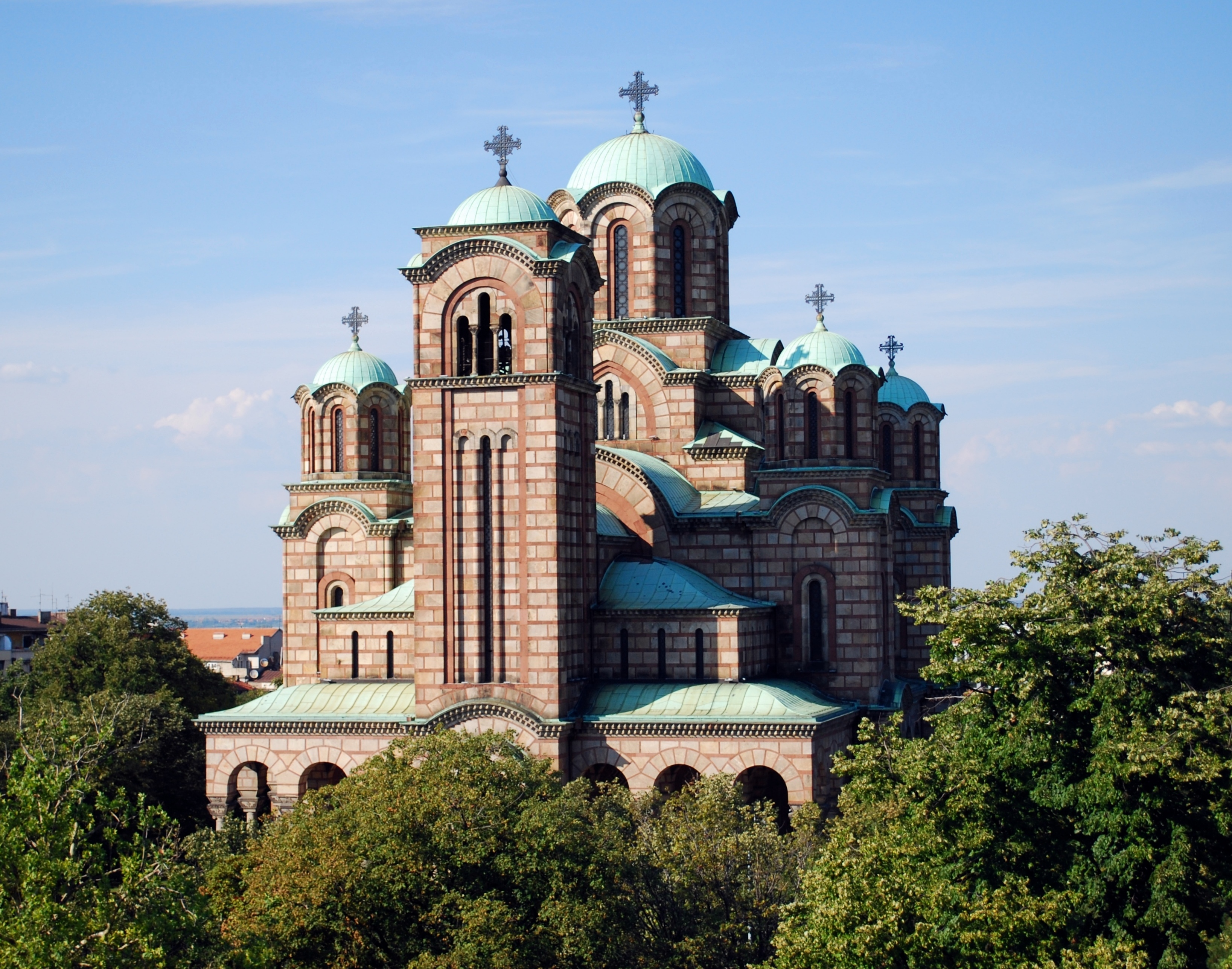
Iglesia de San Marcos de Belgrado.

Según el censo de 2002, la población de Belgrado ascendía a 1 576 124 habitantes, de los cuales 1 417 187 se declararon como serbios, 22 161 yugoslavos, 21 190 montenegrinos, 19 191 romaníes, 10 381 croatas, 8372 macedonios y 4617 musulmanes.
Aunque en Belgrado existen varias comunidades religiosas, la comunidad más numerosa es la ortodoxa serbia con unos 1 429 170 creyentes. El islam es la segunda religión más numerosa, con unos 20 366 creyentes, la tercera es la Iglesia católica con unos 16 305 creyentes. Antes de la Segunda Guerra Mundial, Belgrado tenía una numerosa comunidad judía, pero tras la ocupación nazi y la emigración posterior a Israel, su número ha caído a solo 415. También hay 3796 protestantes en la ciudad.
Aparte de sus habitantes naturales, Belgrado acoge a muchos serbios procedentes de toda la antigua Yugoslavia: inmigrantes, refugiados de la guerra o víctimas de las operaciones de «limpieza étnica». Si se tiene en cuenta a los refugiados serbios procedentes de Croacia, Bosnia y Herzegovina y Kosovo, a los estudiantes que vienen a estudiar a la ciudad y a las personas que viven en Belgrado pero están censadas en sus propias localidades de origen, se calcula que la población extraoficial de la urbe sobrepasa los dos millones de personas.
A partir de la década de 1990, se formó una comunidad significativa de ciudadanos chinos. En Novi Beograd, el “Blok 70” es conocido como el “barrio chino”. También hay numerosos árabes, originarios de Siria, Jordania o Irak que vinieron a estudiar en las décadas de los años 1970 y 1980, estableciéndose con sus familias en la ciudad.

### Educación

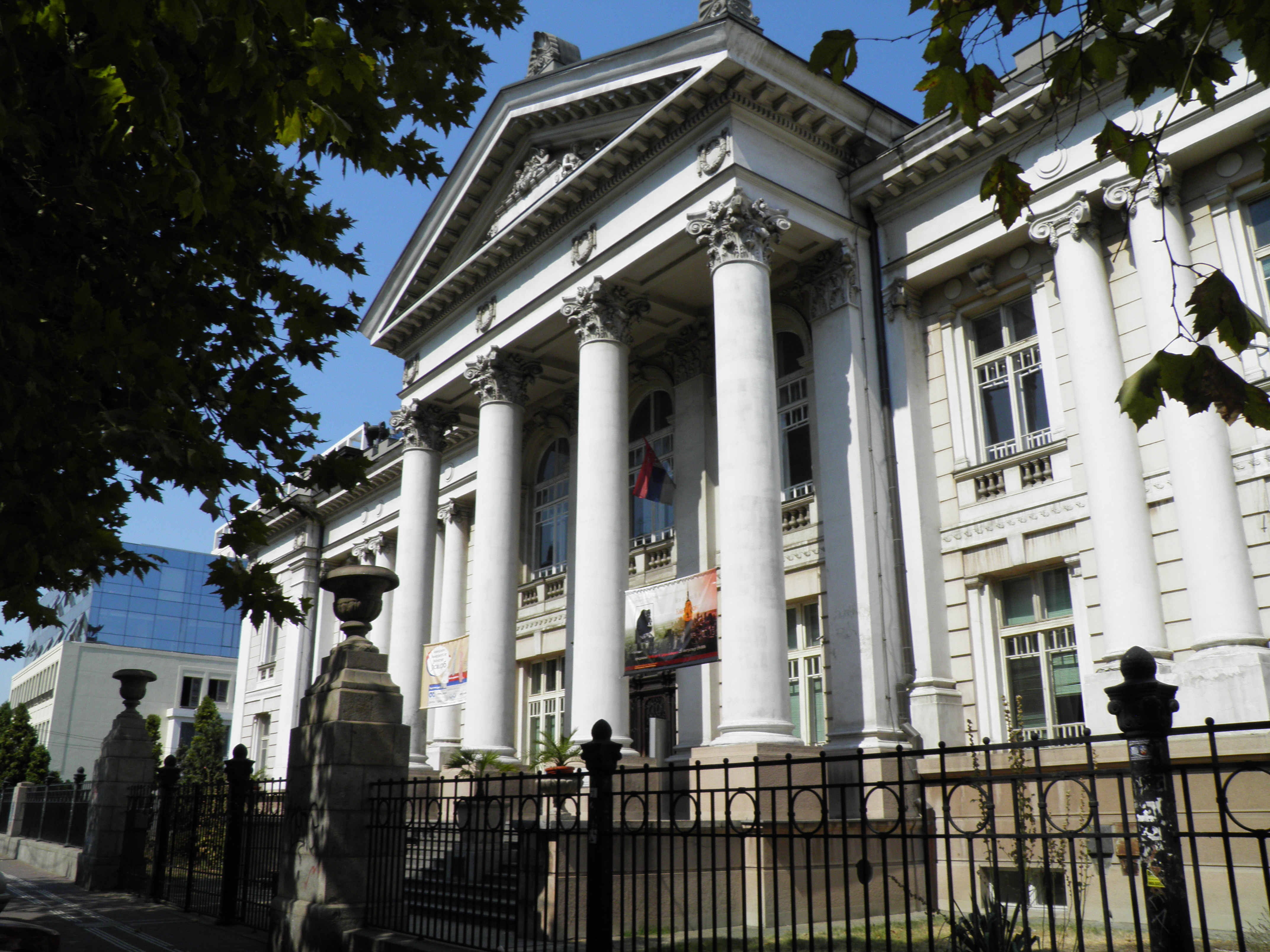
Biblioteca Universitaria Svetozar Marković

Belgrado tiene dos universidades estatales y varias instituciones de educación superior. La Universidad de Belgrado, con unos 70 000 estudiantes, tiene sus raíces en el Liceo fundado en 1808 y en la Gran Escuela de 1863. Es una de las instituciones más antiguas en el país, dado que la institución educativa más antigua es la Escuela de Maestros en Subotica, que fue fundada en 1689.
En la ciudad existen 195 escuelas de educación primaria, y 85 de educación secundaria. De las primarias, 162 son regulares, 14 especiales, 15 de arte y 4 para adultos. El sistema de educación secundaria cuenta con 51 escuelas profesionales, 21 de orientación universitaria, 15 de arte, y 5 especiales. En total hay en ellas inscritos cerca de 230 000 alumnos, 22 000 profesores y maestros, y comprenden más de 500 edificios con 1 100 000 m².

## Cultura

### Museos
El museo más prestigioso en Belgrado es el Museo Nacional, fundado en 1844. Acoge una colección de más de 400 000 objetos de exposición, incluyendo obras maestras extranjeras. El famoso Evangelio de Miroslav es una de las piezas de su colección.

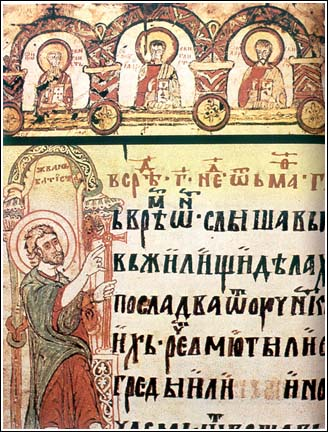
El Evangelio de Miroslav, un manuscrito medieval del Museo Nacional.

El Museo Militar es bastante popular entre los turistas extranjeros, en parte por los restos del F-117 abatido por las fuerzas antiaéreas yugoslavas durante el bombardeo de la OTAN en 1999, pero también por sus más de 25 000 piezas expuestas de las cuales algunas datan del período del Imperio romano.
Otro museo similar es el Museo de la Aviación Yugoslava, que alberga más de 200 aviones, de los cuales unos 50 están expuestos. Algunos de los ejemplares que este museo guarda, son los únicos ejemplares de su especie, como por ejemplo, el Fiat G.50. Este museo también contiene restos del avión estadounidense de la OTAN abatido.
El Museo Etnográfico, fundado en 1901, contiene más de 150 000 piezas de exposición que demuestran la cultura urbana y rural de los Balcanes, especialmente de los países de la ex Yugoslavia. El MoCAB tiene una colección de más de 8540 obras de arte moderno y contemporáneo hechas en Yugoslavia desde los años 1900.
El Museo Nikola Tesla, fundado en 1952, guarda objetos personales de Nikola Tesla, el inventor y científico que dio el nombre a la unidad tesla. Tiene unos 160 000 documentos originales y 5700 objetos de otro tipo.
Otro museo importante de la capital serbia es el Museo de Vuk y Dositej, que forma parte del Museo Nacional, y que muestra las vidas, obra y legado de Vuk Stefanović Karadžić, el reformador de la lengua serbia, y Dositej Obradović, el primer ministro de educación de Serbia. También destaca el Museo de Arte Africano fundado en 1977, importante colección única en todo el país.

### Artes visuales y del espectáculo
Belgrado recibe muchos acontecimientos culturales anuales, incluyendo el FEST (Festival de Cine), el BITEF (Festival de Teatro), el BELEF (Festival de Verano), el BEMUS (Festival de Música), la Feria del Libro, y la Feria de la Cerveza.

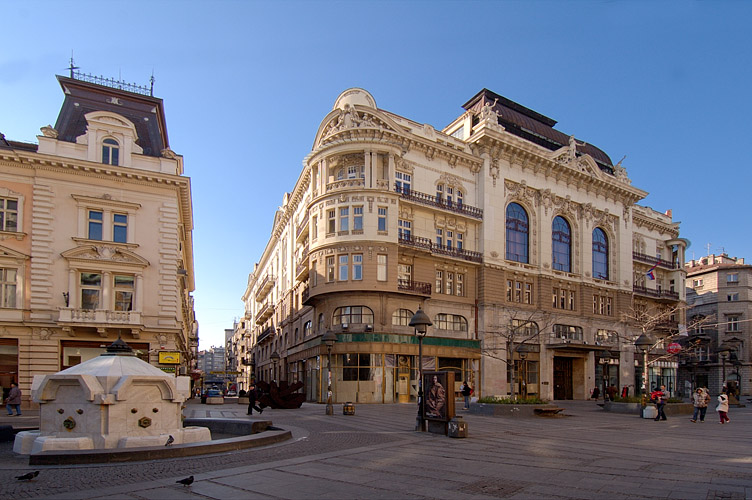
Edificio de la Academia de las Artes y de las Ciencias de Serbia, construido en 1922.

El ganador del Premio Nobel de Literatura, Ivo Andrić escribió su trabajo más famoso, Un puente sobre el Drina en Belgrado, donde residía y trabajaba. Otros autores prominentes de Belgrado incluyen Branislav Nušić, Miloš Crnjanski, Borislav Pekić, Milorad Pavić y Meša Selimović. La mayor parte de la industria cinematográfica de Serbia se realiza en Belgrado; el filme ganador de la Palma de Oro de 1995, Underground, dirigido por Emir Kusturica, fue producido en la ciudad.
En los ochenta, Belgrado fue también uno de los centros de la new wave local: VIS Idoli, Ekatarina Velika y Šarlo Akrobata son algunos de los grupos provenientes de Belgrado. Otros grupos famosos de rock incluyen Riblja Čorba, Bajaga i instruktori, etc. En los tiempos de la antigua Yugoslavia, Belgrado también fue el centro de la música conocida como "turbo-folk", y una de las representantes más conocidas de esa música es Ceca Ražnatović. Actualmente, Belgrado es el centro del hip hop serbio, con representantes tan destacados como Beogradski Sindikat, Škabo, Marčelo.
La cultura de teatro se ha desarrollada bastante en Belgrado. Existen numerosos teatros, de los cuales el más importante es el Teatro Nacional, junto con el Teatro de Drama Yugoslavo, el Teatro Zvezdara, y el Atelje 212. La Academia de las Artes y de las Ciencias también está en Belgrado, así como la Biblioteca Nacional.
En Belgrado, también se encuentran muchas instituciones culturales extranjeras, como por ejemplo, el Instituto Cervantes, Goethe-Institut y el Centre Culturel Français que están en la rambla principal de Belgrado, la calle Knez Mihailova. Otros centros culturales en Belgrado son el American Corner, el Fórum de Cultura Austríaco, el British Council, el Centro de Cultura y Ciencias Ruso (ruso: Российский центр науки и культуры), el Instituto Confucio, el Centro Cultural Canadiense, el Instituto Italiano de Cultura, y el Centro Cultural de la República Islámica de Irán.
Con la victoria de la representante serbia Marija Šerifović en el Festival de la Canción de Eurovisión 2007, Belgrado fue la anfitriona del certamen de 2008.

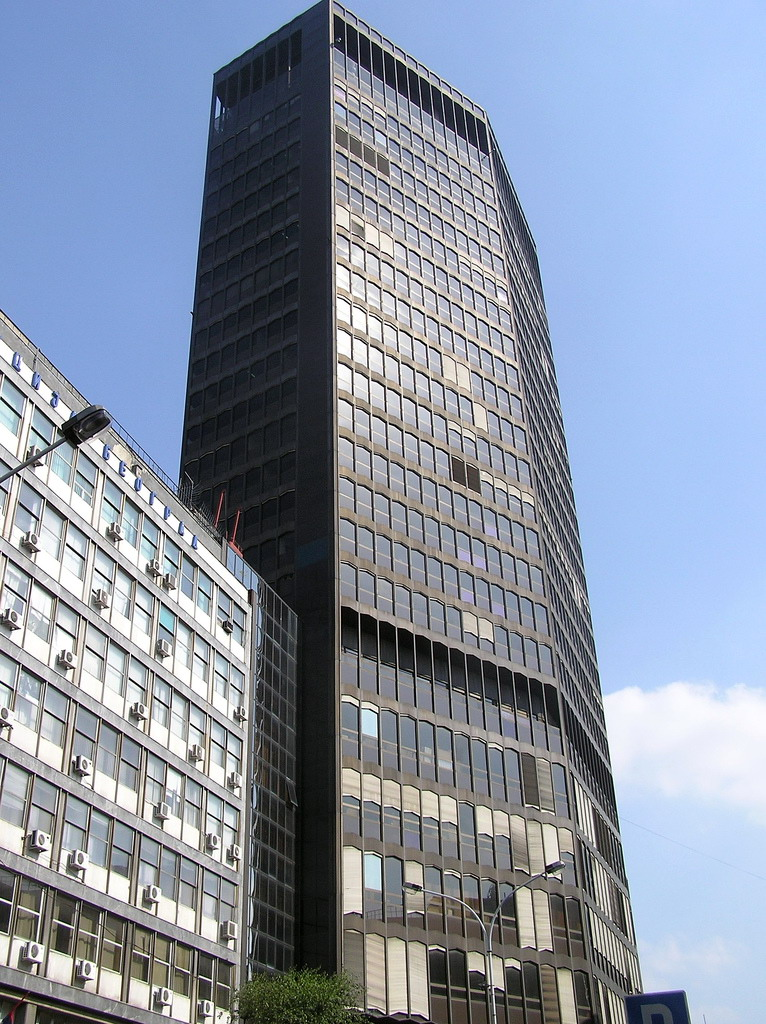
El Beograđanka.

### Ocio y vida nocturna

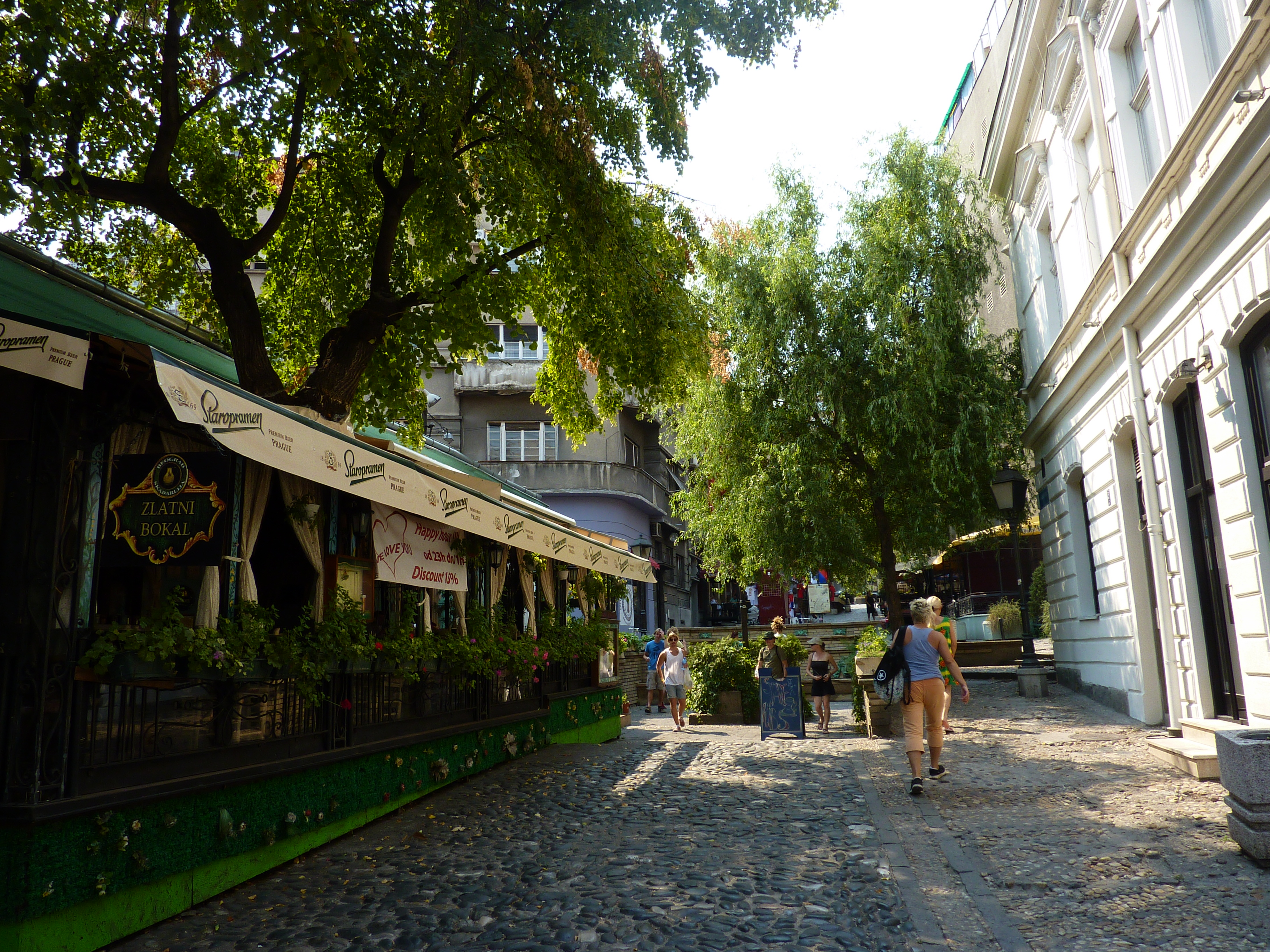
En Skadarlija se encuentra el barrio bohemio de la ciudad.

Belgrado tiene la reputación de una ciudad con una vida nocturna vibrante, con sus numerosos bares, restaurantes, discotecas y bares musicales que se quedan abiertos hasta la madrugada, y que están situados en toda la ciudad. Aparte del centro, la zona más característica de la vida nocturna de Belgrado son las "barcazas" (serbio: splavovi) - discotecas, bares y restaurantes alojadas en los barcos anclados a lo largo de las orillas de Sava y Danubio.
Muchos visitantes de fin de semana, especialmente de Bosnia y Herzegovina, Croacia y Eslovenia, consideran a Belgrado una ciudad más metrópolis que sus propias capitales, dado que en Belgrado encuentran, como dicen, el ambiente amistoso, estupendos bares y discotecas, copas baratas y ausencia de las dificultades lingüísticas, así como de las restricciones legislativas de la vida nocturna.
Entre los clubes alternativos, destaca desde hace mucho tiempo, el Academija, el club de los estudiantes de artes, que se encuentra en el edificio de la Facultad de Bellas Artes en la calle Knez Mihailova, y el KST (serbio: Klub Studenata Tehnike), el club de los estudiantes de ingeniería eléctrica, que se encuentra en el sótano del edificio de la misma facultad. Uno de los lugares más famosos entre los eventos culturales alternativos de la ciudad, es el SKC - Studentski kulturni centar (Centro cultural estudiantil), ubicado al lado del rascacielos más alto de Belgrado, y uno de los símbolos de la ciudad, la torre Beograđanka. SKC es el lugar donde tienen lugar muchos conciertos de grupos extranjeros, pero también exposiciones de arte, debates públicos y discusiones.
La música tradicional típica de los núcleos urbanos del norte de Serbia, la llamada "starogradska muzika" (lo que más o menos significaría la música antigua urbana) puede encontrarse en "Skadarlija", la parte antigua de la ciudad, donde se juntaban los poetas y artistas del siglo XIX y que por aquel entonces fue un barrio bohemio. Toda la calle central, Skadar, conserva el mismo aspecto que tenía en el siglo XIX, junto con las aceras de piedra y las casas de la época. Allí se pueden encontrar también los restaurantes más antiguos y tradicionales de la ciudad, llamados "kafana", donde se pueden degustar los diferentes platos típicos de la gastronomía serbia. Una de las "kafanas" más antiguas de la ciudad, que todavía guarda el ambiente de los tiempos bohemios de Skadarlija, es Znak pitanja. En la misma calle, también se encuentra el edificio de la fábrica de cerveza más antigua de Belgrado, fundada en la primera mitad del siglo XIX.

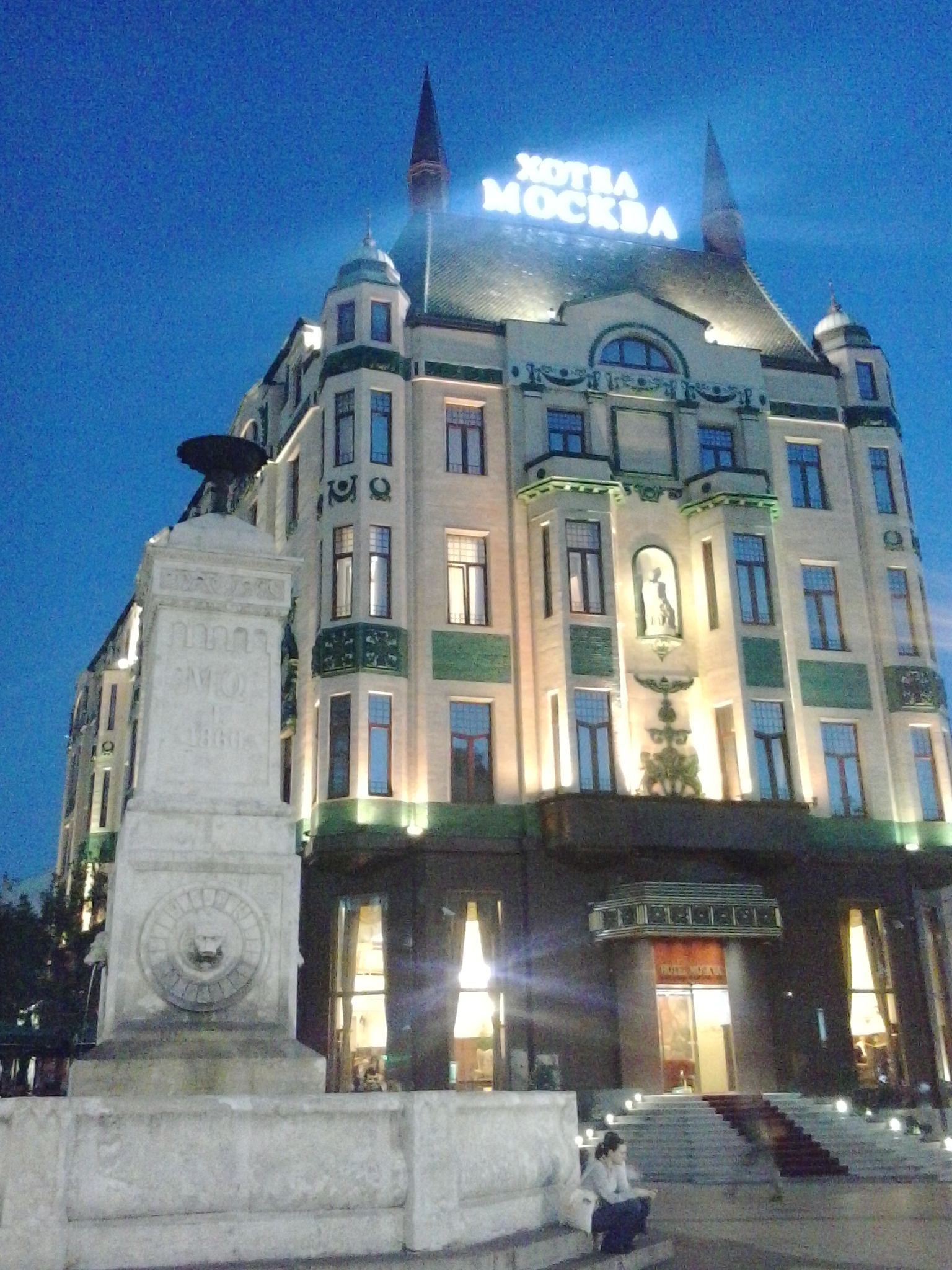
Beograd

## Deportes
Belgrado tiene alrededor de mil instalaciones deportivas, muchas de ellas polideportivas.
Recientemente Belgrado ha sido anfitriona de varios eventos importantes, tales como el Eurobasket 2005, el Campeonato Europeo de Voleibol Masculino de 2005, y el Campeonato Europeo de Waterpolo Masculino de 2006. La ciudad también ha sido anfitriona del Festival Olímpico de la Juventud Europea en 2007, así como la Universiada en 2009, donde ganó a la ciudad mexicana de Monterrey y a la polaca de Poznań. También fue la ciudad sede principal del EHF Campeonato de Europa de Balonmano en enero del 2012.

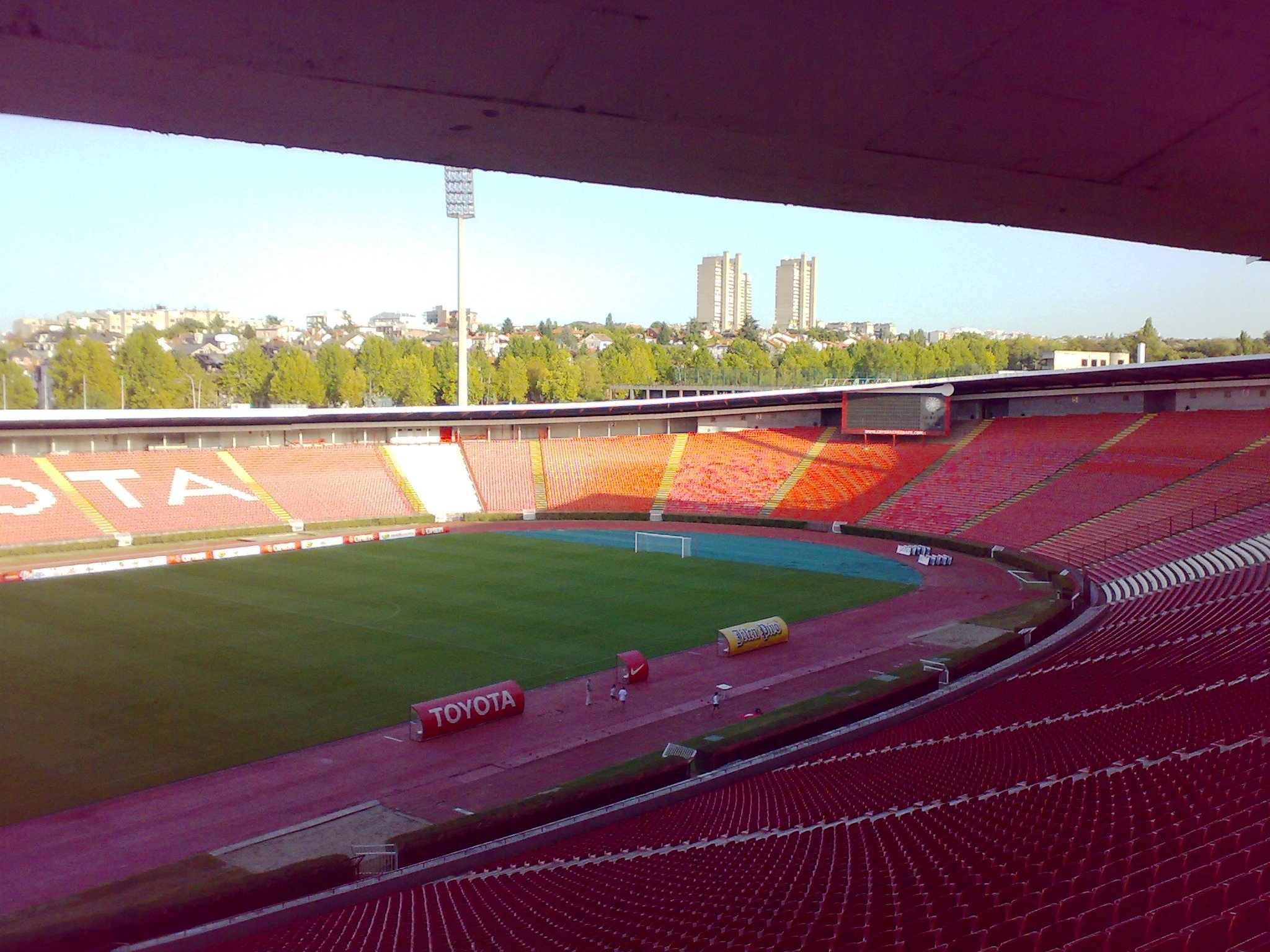
El estadio Estrella Roja.

Belgrado también fue ciudad candidata para la organización de los Juegos Olímpicos en 1992, cuando la ganadora fue Barcelona, y para los Juegos Olímpicos en 1996, cuando ganó Atlanta.

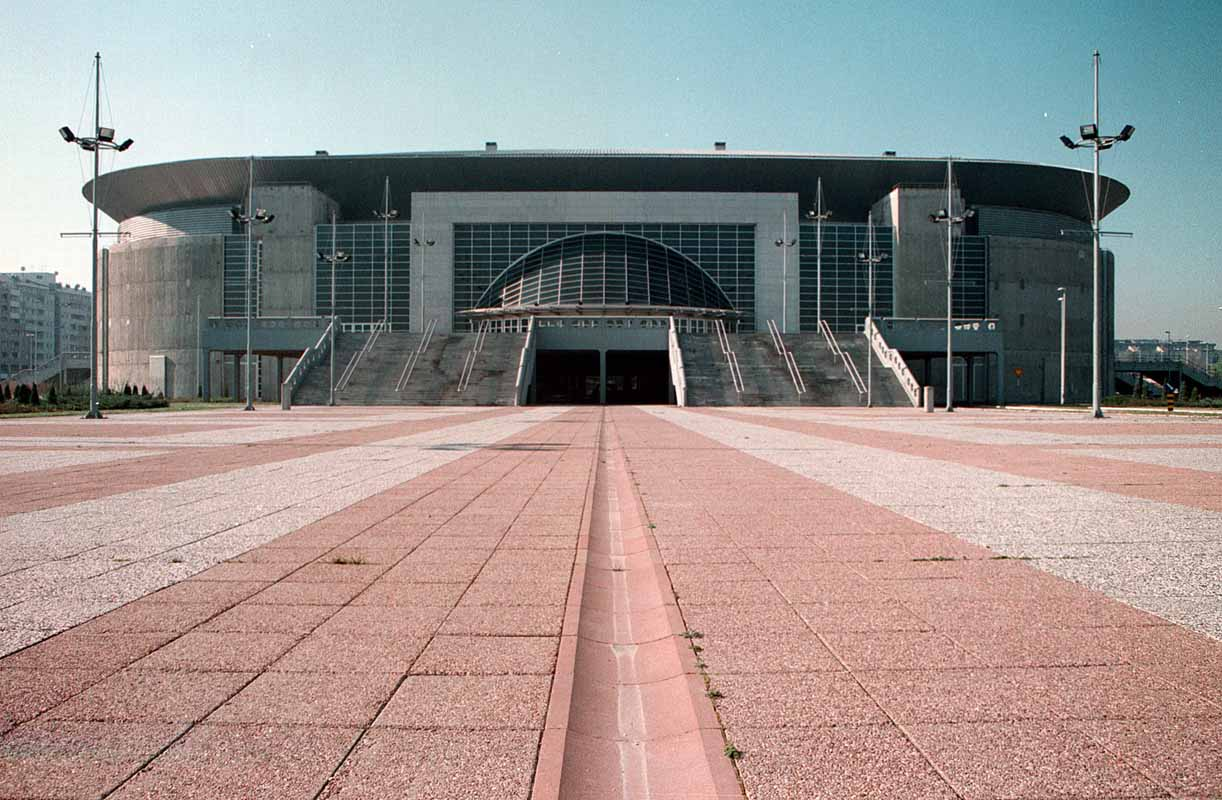
Arena de Belgrado.

La ciudad cuenta con dos de los dos clubes de fútbol más famosos de Serbia, el Estrella Roja y el FK Partizan, y en ella se localizan sus respectivos estadios, el estadio Estrella Roja y el Partizan. La Arena de Belgrado y el Pabellón Pionir son dos centros polideportivos donde tienen lugar los partidos de baloncesto, mientras que el centro polideportivo Tašmajdan se usa para los partidos de waterpolo.
En la isla de Ada Ciganlija se encuentra el complejo exterior de ocio y deporte más grande de la ciudad. Anteriormente una isla en el río Sava, ahora conectado con la orilla, forma un lago artificial en el río. Sus playas, con 7 km de extensión, son el sitio donde los belgradeses van a refrescarse y descansar durante los veranos calurosos, en cuyas instalaciones deportivas pueden practicar golf, fútbol, Balonmano, baloncesto, voleibol, rugby, béisbol y tenis. También se pueden practicar los deportes extremos, como bungee, esquí acuático y paintballing; también hay muchos sitios donde puede practicarse el ciclismo, darse unos paseos largos en la naturaleza, o trotar.
| Predecesor: Bangkok | Universiadas 2009 | Sucesor: Shenzhen |

## Medios de comunicación
Belgrado es el centro mediático más importante de Serbia. La ciudad es la sede de las cadenas líderes de televisión, como la Radio-Televisión de Serbia (RTS), que está en proceso de transformación en un medio de información público. La discográfica de la RTS, la PGP RTS, también está ubicada en Belgrado. La cadena de televisión más popular es la multinacional serbia RTV Pink, conocida por sus programas de entretenimiento, y es considerada por muchos de baja calidad y sensacionalista. La cadena de televisión y radio más popular de carácter "progresista" es B92, que tiene su cadena de televisión, de radio, su discográfica y editorial, así como la web más visitada y popular del Internet serbio. Otras cadenas de televisión son Košava, Enter, Fox, y TV Avala, y otras que cubren solo el territorio de Belgrado, como Studio B, TV Politika. También se pueden ver otros canales especializados: SOS channel (deportes), Metropolis (música), Art TV (arte), Cinemania (películas), y Happy TV (programas infantiles).
Los periódicos más leídos que se publican en Belgrado son Politika, Večernje novosti, Blic, Glas javnosti, y Sportski žurnal. Otros periódicos y revistas son: Press, Borba, Danas, y Kurir. También existe la prensa gratuita - 24 sata - que se fundó en 2006. Dos de las revistas de noticias más populares son NIN y Vreme, que se publican en Belgrado.

## Transporte

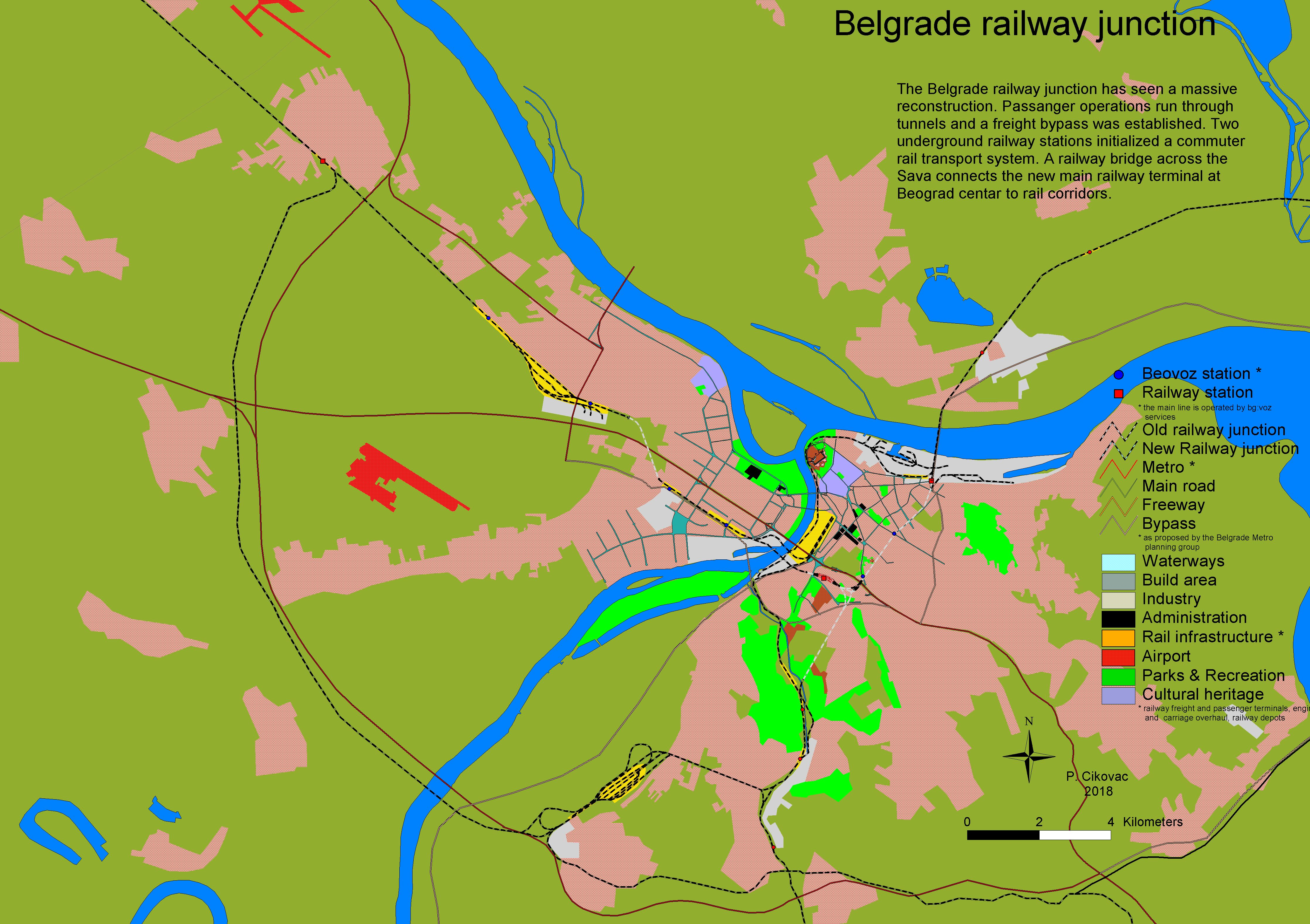
El transporte público en Belgrado. Parte del puente y el cruce de ferrocarril y los puentes sobre el Sava y el Danubio están en construcción o forman parte de la planificación urbana en general. Las líneas de metro propuestas se basan en el plan final del Metro de 1982 del grupo de planificación Belgrado Metro.

Belgrado tiene un extenso sistema de transporte público basado en autobuses (118 líneas urbanas y más de 300 líneas interurbanas), tranvías (12 líneas) y trolebuses (8 líneas). Está dirigido por GSP Beograd y SP Lasta, en cooperación con empresas privadas en diferentes líneas de autobús. El sistema de venta de entradas BusPlus basado en tarjetas inteligentes sin contacto comenzó a funcionar en febrero de 2012. Belgrado también tiene una red ferroviaria de cercanías, Beovoz, ahora dirigido por el gobierno de la ciudad. La Estación Central de Belgrado conecta la ciudad con otras capitales europeas y muchas localidades de Serbia. Viajar en coche es también muy habitual y la capital está bien comunicada con conexiones diarias a todas las localidades de Serbia y de muchos otros destinos europeos a través de la estación central de autobuses.
La ciudad se sitúa a lo largo de los corredores Pan-Europeos X y VII[cita requerida]. La red de autopistas proporciona un fácil acceso a Novi Sad y Budapest, en el norte; Niš al sur, y Zagreb, hacia el oeste. Situado en la confluencia de dos grandes ríos, el Danubio y el Sava, Belgrado tiene siete puentes: los dos principales son el puente de Branko y el puente Gazela, los cuales conectan el centro de la ciudad con Novi Beograd. Con la expansión de la ciudad y un aumento sustancial del número de vehículos, la congestión se ha convertido en un problema importante, lo que se espera que se alivia mediante la construcción de un desvío que conecte las autopistas E70 y E75. Además, está planeado un semi anillo interior, incluyendo el nuevo puente Ada sobre el río Sava, que facilite los desplazamientos dentro de la ciudad y descargue los puentes de Gazela y Branko.

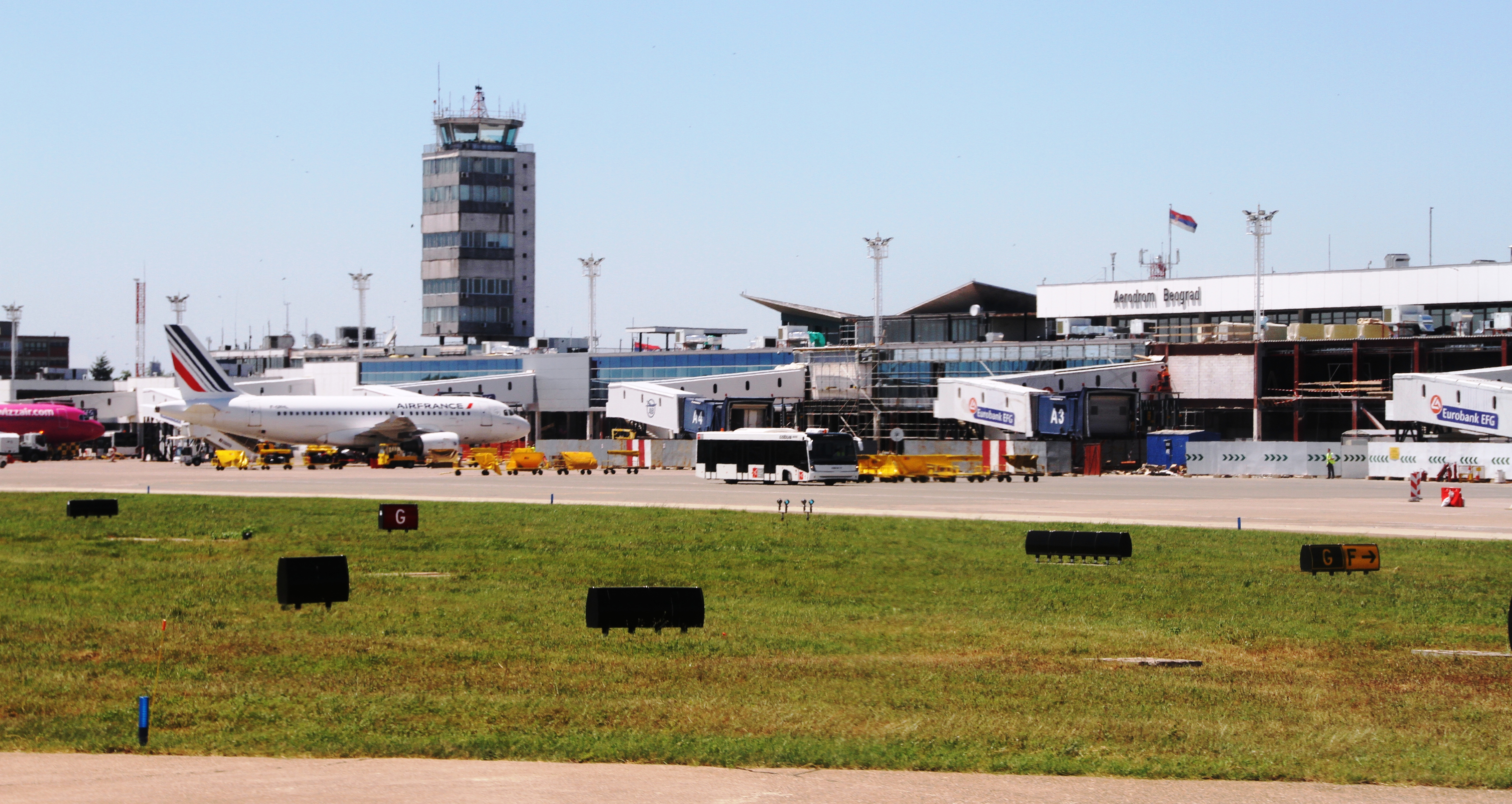
Aeropuerto de Belgrado Nikola Tesla.

El Puerto de Belgrado en el Danubio permite a la ciudad recibir mercancías por vía fluvial. La ciudad también está comunicada por el Aeropuerto de Belgrado Nikola Tesla (IATA: BEG), a 12 kilómetros al oeste del centro de la ciudad, cerca de Surčin. En su punto máximo, en 1986, casi 3 millones de pasajeros viajaron a través del aeropuerto, aunque este número se redujo en la década de 1990. Tras un crecimiento renovado en el 2000, el número de pasajeros alcanzó aproximadamente 2 millones en 2004 y 2005, más de 2,6 millones de pasajeros en 2008, alcanzando su mejor registro en 2011 con más de 3 millones de pasajeros.

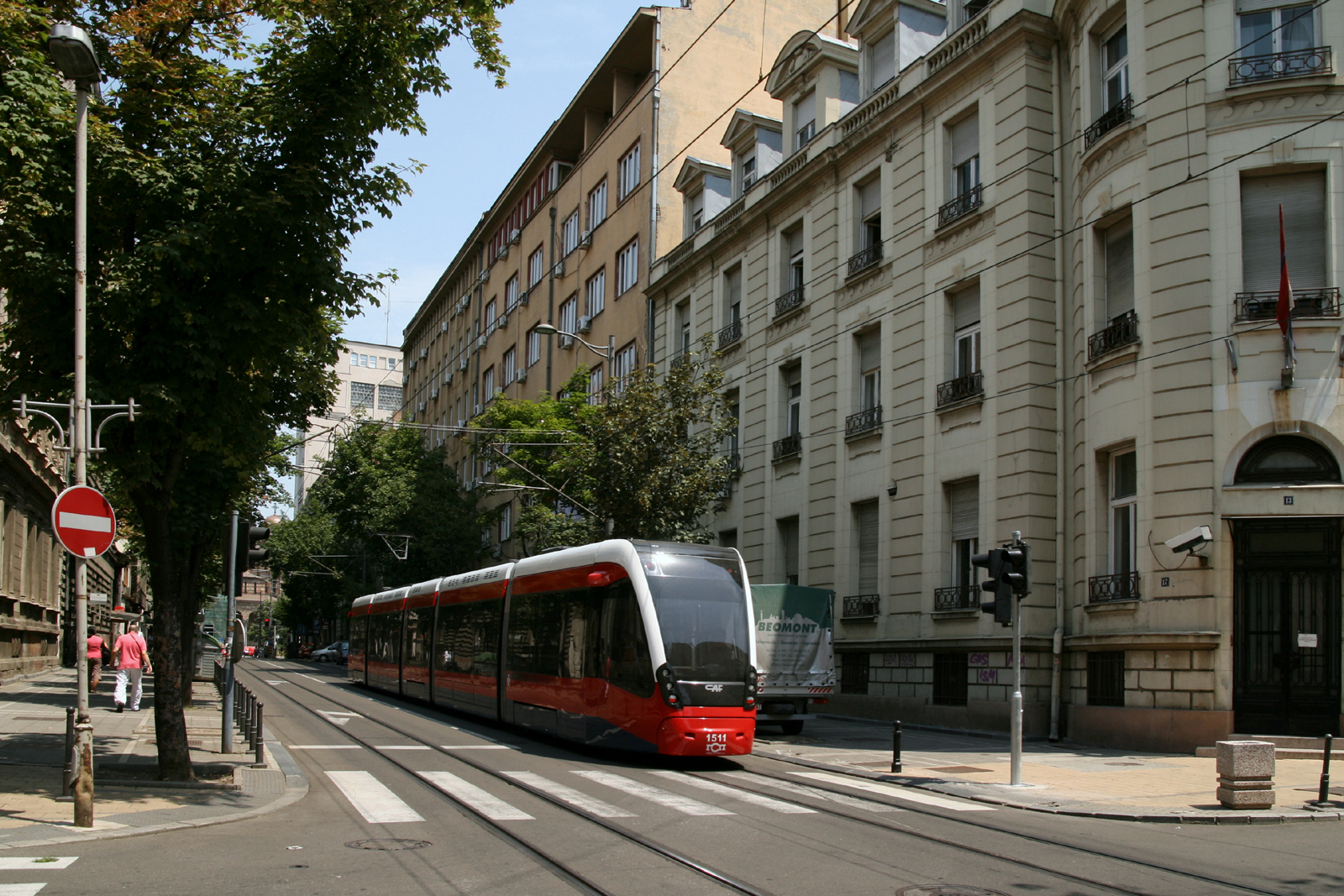
Tranvía en Belgrado.

Beovoz es la red de tren de cercanías que ofrece servicios de transporte masivo de la ciudad, de forma similar al RER de París o a Cercanías Renfe de Madrid. El uso principal del sistema actual es conectar a los suburbios con el centro de la ciudad. Beovoz es operado por Ferrocarriles Serbios. El sistema de tren suburbano conecta los suburbios y las ciudades cercanas al oeste, al norte y al sur de Belgrado. Comenzó su actividad en 1992 y actualmente cuenta con 5 líneas con 41 estaciones divididas en dos zonas.
Belgrado es una de las últimas grandes capitales europeas y ciudades con más de un millón de habitantes que no dispone aún de metro u otro sistema de tránsito rápido. Sin embargo, se está construyendo un sistema de metro ligero, conocido por sus siglas en serbio, BELAM (Београдски лаки метро / Beogradski laki metro). El metro de Belgrado está considerado como el tercer proyecto más importante del país, después del trabajo en las carreteras y vías férreas. Los dos proyectos de mayor prioridad son la circunvalación de Belgrado y el corredor Pan-Europeo X.

## Patrimonio y arquitectura
Las distintas zonas de Belgrado presentan diferentes tipos de arquitectura, desde el centro de Zemun con su estilo centroeuropeo hasta un diseño más moderno de Novi Beograd. En el centro de la ciudad, datan del siglo XIX los edificios más antiguos que sobrevivieron múltiples bombardeos y destrucciones de su historia.

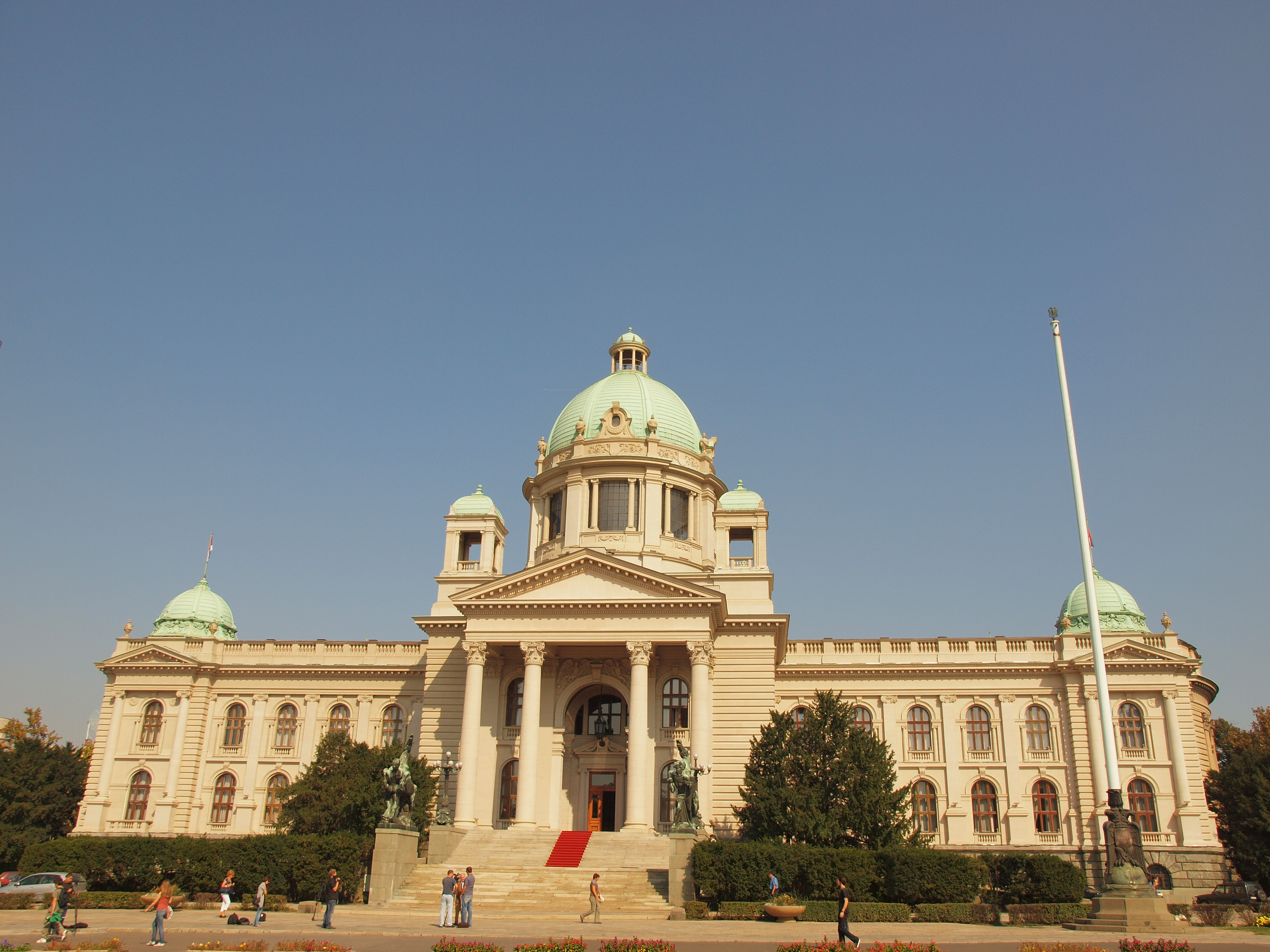
El Parlamento de Serbia, y al lado, la oficina central de los servicios de Correos de Serbia.

La estructura pública más antigua de Belgrado es una turbe turca no descrita, mientras que la casa más antigua es una modesta casa de arcilla en Dorćol, proveniente de finales del siglo XVIII. La influencia occidental llegó en el siglo XIX, cuando la ciudad sufrió una transformación completa desde un pueblo oriental a la arquitectura contemporánea del momento, con influencias del neoclasicismo, romanticismo y el arte académico. Los arquitectos serbios extrajeron este desarrollo de los edificios extranjeros en el siglo XIX, produciendo los edificios del Teatro Nacional, el Palacio viejo, la Catedral (Saborna crkva) y luego, a inicios del siglo XX, la Asamblea Nacional y el Museo Nacional, con influencias de art nouveau. Elementos de arquitectura neobizantina están presentes en edificios como la Fundación Vuk, el viejo edificio de correos de la calle Kospova, y la arquitectura sacra, tal como la Iglesia de San Marcos (basada en el monasterio de Gračanica), y el Templo de San Sava.
Una tendencia socrealista (realismo socialista) dominó brevemente tras la Segunda Guerra Mundial, resultando en edificios como el Casa de los Sindicatos. Sin embargo, a mediados de los cincuenta, las tendencias modernistas prevalecieron y todavía dominan la arquitectura en Belgrado. Durante el periodo de dominación comunista, muchos condominios fueron construidos barata y rápidamente para albergar el gran influjo migratorio de gente del campo, algunas veces con resultados como la arquitectura brutalista de los blokovi (bloques) de Novi Beograd (Nueva Belgrado).

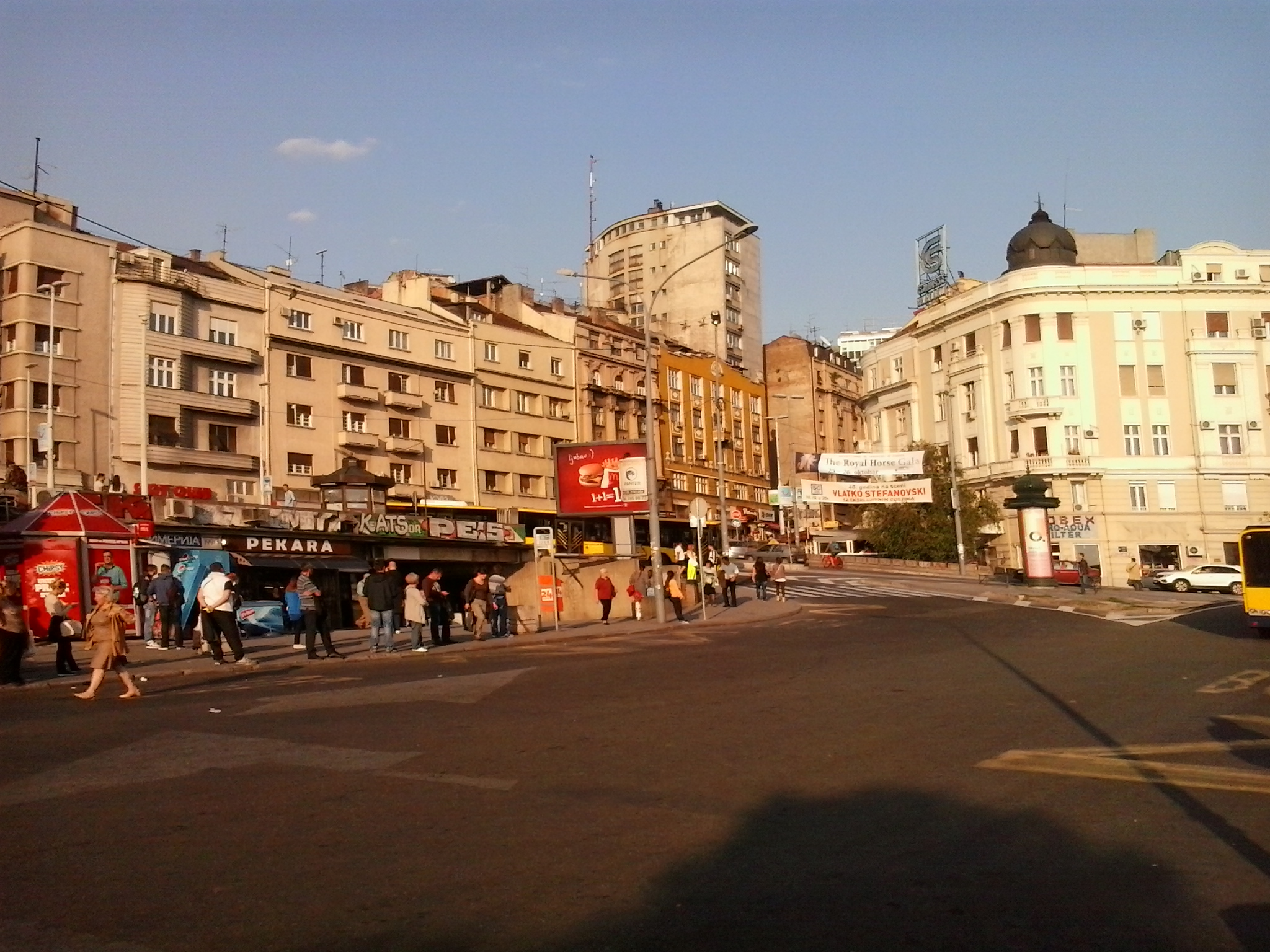

## Ciudades hermanadas y cooperación internacional
Belgrado mantiene diversos programas de colaboración con ciudades de otros países si bien, la distinción de ciudad hermanada la comparte únicamente con Chicago (Estados Unidos), desde junio de 2005 y con la ciudad británica de Coventry desde 1957:
- Chicago, Estados Unidos, ciudad hermanada desde junio de 2005.
- Coventry, Reino Unido, ciudad gemela, desde 1957.
- Trípoli, Libia.
- Nueva Delhi, India.

•  Caruaru, Brasil, ciudad gemela, desde 1986.
- Skopie, Macedonia del Norte, ciudad hermanada en 2012

Otras acuerdos de amistad y de cooperación se han establecido con diversas ciudades:
- Atenas, Grecia, acuerdo de amistad y cooperación, noviembre de 1966.
- Banja Luka, Bosnia y Herzegovina, acuerdo de cooperación, 2005.
- Pekín, China, acuerdo de cooperación, octubre de 1980.
- Berlín, Alemania, acuerdo de amistad y cooperación, noviembre de 1978.
- Kiev, Ucrania, acuerdo de cooperación, mayo de 2002.
- Milán, Italia, memorándum de acuerdo, programa Ciudad a Ciudad, noviembre de 2000.
- Moscú, Rusia, programa de cooperación 2003/2004, diciembre de 2002.
- Tel Aviv, Israel.
- Roma, Italia, acuerdo sobre cooperación y amistad, octubre de 1971.
- Liubliana, Eslovenia, (octubre de 2003) (carta de intención, octubre de 2003)

En enero de 2007, se suscribió un nuevo acuerdo de hermanamiento con Lahore, Pakistán, pendiente de desarrollar.

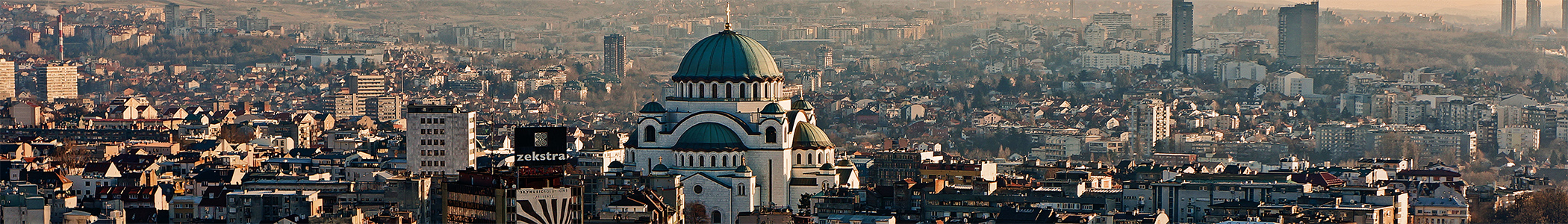
Panorama de Belgrado.